# 북해
북해(北海)는 유럽 대륙붕에 있는 부속해이다. 대서양 동북부의 연해이며 발트해와 닿아 있다. 북해 유전과 좋은 어장인 도거뱅크가 유명하며, 북해 남단은 영국 해협과 함께 배들의 운항 밀도가 세계적으로 가장 높은 지역 중 하나이다.

## 위치

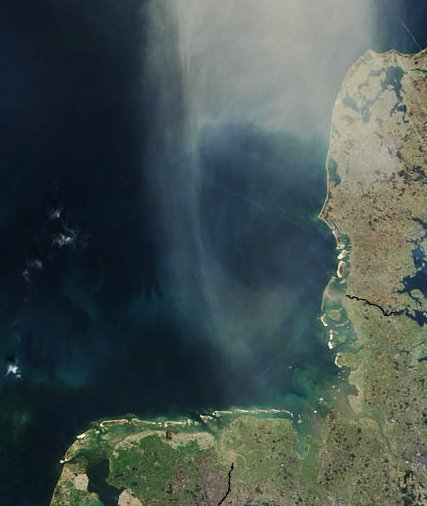
독일만

북해의 대부분은 유럽 대륙붕 위에 놓여 있으며 노르웨이에 근접한 일부 지역만이 여기에 포함되지 않는다. 인접한 국가는 북동쪽에서부터 시계 방향으로 나열하면 노르웨이, 덴마크, 독일, 네덜란드, 벨기에, 프랑스, 영국 등이다. 그레이트브리튼섬이 끝나는 북쪽과 북서쪽은 노르웨이해와 맞닿아 있으며 남서쪽은 도버 해협을 거쳐 영국 해협으로 통하고 동쪽으로는 스칸디나비아반도와 윌란반도 사이에서 발트해와 만난다. 발트해와는 독일의 슐레스비히홀슈타인주 남부를 관통하는 킬 운하로도 연결되어 있으며, 양 바다의 잠정적 경계는 노르웨이의 린데스네스와 덴마크의 한스톨름(Hanstholm)을 잇는 스카게라크 해협 위의 가상의 선이다. 노르웨이해와의 경계는 보통 스코틀랜드 최북단의 셰틀랜드 제도에서 노르웨이의 올레순(Ålesund)까지 그은 획으로 나타낼 수 있다. 1992년 서유럽과 북유럽 국가들 사이에 체결된 오슬로-파리 협정은 북위 62도(62°N)와 서경 5도(5°W)를 경계의 기반으로 정한다. 북해로 흘러드는 주요 강으로는 대륙에 있는 엘베, 베저, 엠스, 라인, 마스, 스헬더강과 영국의 템스강이 있다. 북해의 면적은 약 575,000 km2이며 수량은 54,000 km2 정도이다.
| 가잔 열도갠지스강고다바리강고비 사막나일강류큐 열도남중국해노르웨이해뉴기니섬네푸드 사막다싱안링산맥다뉴브강동시베리아해동중국해동해둥베이 · 평원랍테프해룹알할리 사막레나강마다가스카르섬마리아나 제도마르마라해말레이반도메콩강몰디브 제도몽골고원바렌츠해바이칼호바탄 제도발리섬발트해발하시호백해베링해벵골만보르네오섬북극해북해볼가강북드비나강브라마푸트라강사할린섬샤오싱안링산맥세이셸 군도소코트라섬수마트라섬술라웨시섬스리랑카섬스칸디나비아반도스타노보이산맥스프래틀리 군도시나이반도새머리싱가포르섬아나톨리아아덴만아라비아반도아라비아해아라푸라해아랄해아무르강아조프해아프리카의 뿔안다만 제도알타이산맥알류샨 열도에게해예니세이강오가사와라 제도오만만오비강오스트레일리아오호츠크해우랄강우랄산맥유프라테스강이란고원인더스강인도 아대륙인디기르카강인도양 (북부)인도차이나반도일본 열도자와섬주강장강치롄산맥카라해카라코람카스피해캄차카반도캅카스산맥캐롤라인 · 제도콜리마강쿠릴 열도쿤룬산맥크리스마스섬타이만대만타클라마칸 사막북태평양톈산산맥통킹만티그리스강티모르섬티베트고원파라셀 제도파미르페르시아만페초라강프라타스섬필리핀 제도필리핀해하이난한반도항가이산맥호르무즈홋카이도홍해화베이 · 평원황하황해흑해히말라야산맥힌두스탄 · 평원힌두쿠시class=notpageimage\| 유라시아에서의 북해의 위치 |

## 명칭
북해라는 이름은 현재의 독일 서북부에서 네덜란드 해안에 이르는 지역에 살던 게르만 부족의 하나인 프리지아인(Friesen)들이 처음 사용했다는 의견이 있다. 한편에서는 독일 북부에 인접한 바다를 전부 북해라고 부르던 중세 독일의 한자 도시(Hansestädte)들이 교역 때 사용한 지도가 유럽의 다른 지방으로도 널리 보급되어 이 명칭이 정착하게 되었다는 견해를 낸다. 프리지아해(Mare Frisicum), 게르만해(Oceanum 또는 Mare Germanicum)라는 이름도 오랫동안 쓰였으며, 덴마크에선 오늘날에도 서해(Vesterhavet)와 북해(Nordsøen)가 병용된다. 참고로, 일본해의 경우처럼 '영국해'란 명칭을 사용할 수도 있지만 실제로는 통용되지 않는다. 고대 로마에서 로마인들이 명명한 Septentrionalis Oceanus(북해)라는 명칭을 현재까지 그대로 사용하기 때문이다. 오스트레일리아 대륙과 뉴질랜드 사이의 바다는 태즈먼해라고 한다.

## 지리학적 관점

### 생성
북해는 지질학적으로 오래된 바다로 약 3억 5천만년 동안 수많은 변화를 겪어 왔다. 북해의 분지가 완전히 가라앉은 것은 제3기 때의 일이며, 현재의 모습을 갖추게 된 것은 약 11000년 전 마지막 빙하기가 끝날 무렵이었다.
빙하기 동안의 북해는 몇 번이나 얼음으로 뒤덮여 있었고, 간빙기 동안에는 많은 북해의 해안들이 침수되어 있었다. 비스와 빙하기(Vistulanian glaciation) 동안에는 다른 빙하기 때와 마찬가지로 수량의 대부분이 최대 3km까지 두꺼운 얼음을 형성하고 있었다. 빙하기가 절정일 때의 수심은 오늘날보다 최고 120m까지 낮았으며 해안선은 현재보다 600km 북쪽에 놓여 있었다. 즉, 당시 북해의 바다 면적은 현재보다 훨씬 작았다. 비스와 빙하기가 끝날 당시의 수심은 평균해수면보다 60m 정도 아래였고, 해안선은 지금의 도거뱅크 북쪽을 따라 펼쳐져 있었다. 북해의 남단부는 당시까진 대륙이었고 그레이트브리튼섬은 이 '도거랜드'를 통해 유럽 대륙과 육지로 이어져 있었다.
기원전 4500-5000년쯤부터는 영국 해협과 모래톱이 있는 바다가 형성되기 시작했다. 이후에는 해진(海進)과 해퇴(海退)가 반복되었고, 기원전 3000년에는 남단부 해안의 수심이 현재의 4m 이하, 기원후가 될 즈음에는 2m 이하에 가까워졌으며 수심은 계속 높아지다가 11세기가 시작될 무렵에는 다시 기원전 말의 수준으로 내려갔으나 이후부터는 다시 꾸준히 상승하고 있다. 21세기 초까지 7500년 동안은 수심이 매 세기마다 평균 33cm가 올라갔는데, 상승 속도는 점차 느려지고 있으며 20세기 동안에는 20-25cm가 높아졌다.

### 형태와 구성

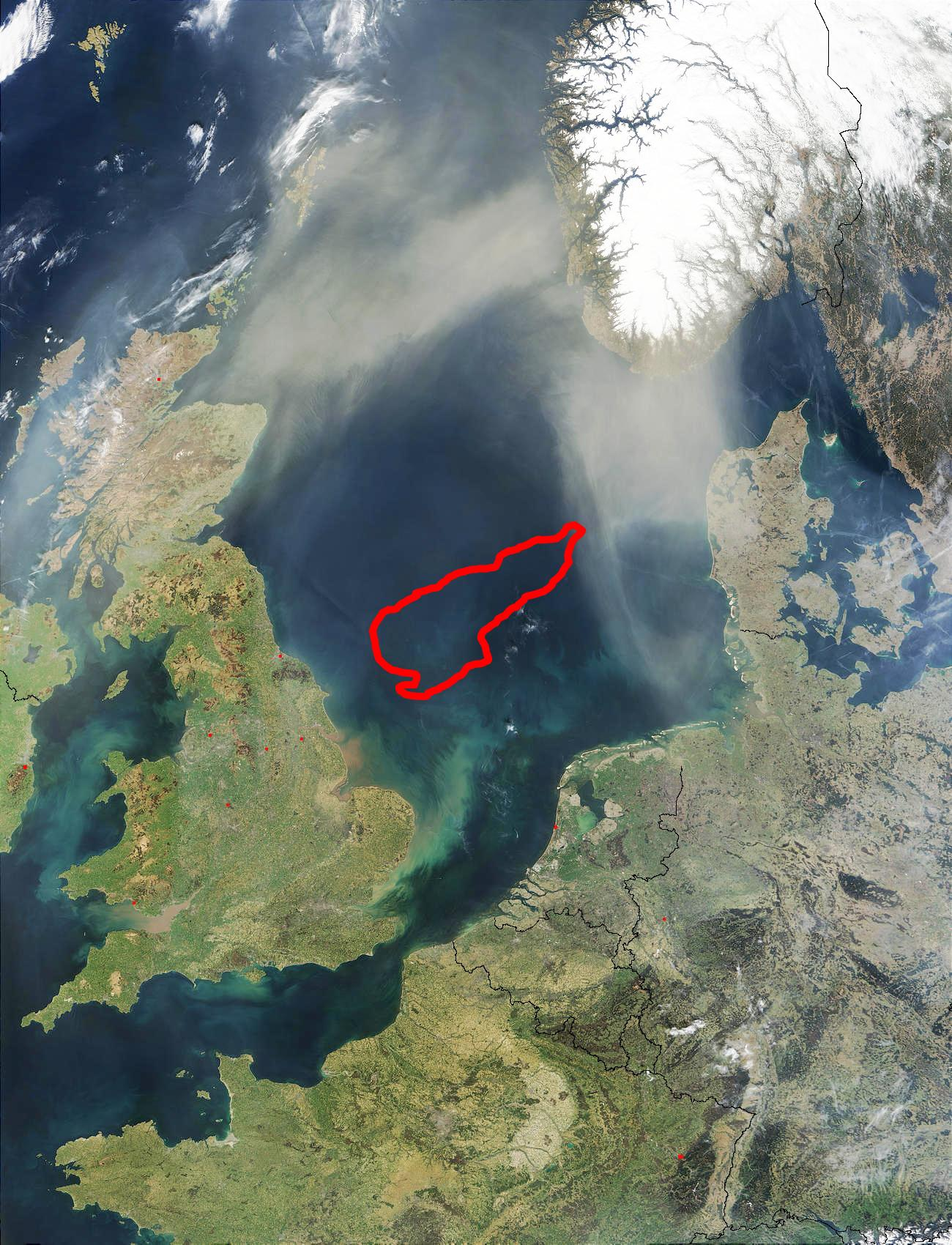
위성 촬영 그림, 도거 뱅크의 위치가 빨간 색으로 둘러싸여 있다

북해는 평균 수심이 94m인 대륙붕 해역이다. 수심은 평균 25-30m 정도로 깊어도 50m 미만인 남부에서 북쪽으로 올라갈수록 높아져 노르웨이와 셰틀랜드 제도 사이에서는 100-200m에 이르게 된다. 해안 지역을 제외하면 가장 얕은 곳은 도거 뱅크이다. 남부에서는 크고 긴 개펄이 많이 있다.
북해는 일반적으로 남부, 중부, 북부와 스카게라크 해협으로 통하는 노르웨이 해구로 나뉜다. '북해의 남쪽 만'(灣, Southern Bight)은 벨기에에서 시작되어 독일만과 헬골란트만까지 포함한다. 도거뱅크는 독일 만과 북해 중부를 가른다. 모래톱은 네덜란드의 덴 헬더(Den Helder)에서 덴마크의 에스비에르(Esbjerg)까지 거의 끊임없이 볼 수 있다.
네덜란드의 절반 정도 크기를 가진 도거뱅크의 수심은 13-20m 정도이며 좋은 어장으로 유명하다. 폭풍우가 불 때는 파도가 종종 여기서 방향을 틀곤 한다.
노르웨이 해구의 평균 수심은 250-300m이며 스카게라크 해협 근처에서는 예외적으로 725m에 달한다. 해구를 따라서는 대서양으로 노르웨이 해류가 흐르며 이에는 발트해에서 유입된 바닷물도 포함된다. 스코틀랜드의 던디(Dundee)에서 약 200km가량 동쪽으로 떨어진 북해 중부에는 악마의 소굴(Devil's Hole)을 비롯해 수심이 갑자기 올라가는 장소가 여러 개 존재한다. 이런 곳에서는 물이 90m에서 230m로 깊어진다.
도버 해협의 깊이는 약 30m이다. 해저는 영국 해협 서부로 갈수록 낮아져 동쪽 끝과 서쪽 끝의 차이는 100m가 난다. 네덜란드와 영국 사이의 수심은 보통 20-30m이며 네덜란드 쪽이 최고 45m로 약간 더 깊다.

## 수리학적 관점

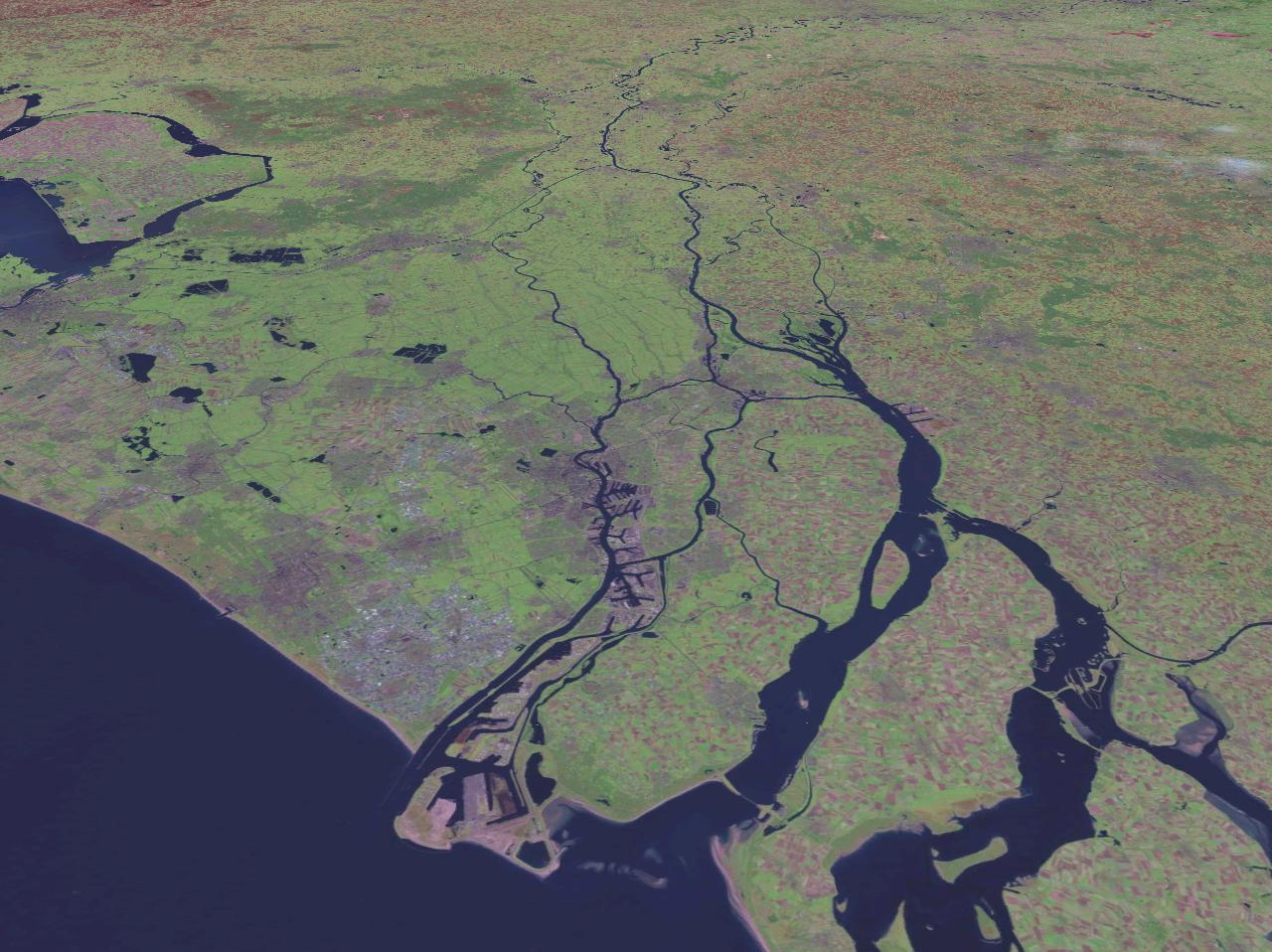
라인강 어귀

### 기본 자료
함염량(含鹽量)은 장소와 시기에 따라 다른데 하구(河口) 근처에서는 15-25‰(천분율 수치), 북해 북부에서는 32-35‰이다.
수온은 겨울의 10 °C에서 여름의 25 °C 사이를 오가며 대서양과 수심, 그리고 무엇보다도 조류의 영향을 받는다. 셰틀랜드 제도 동쪽과 남쪽의 비교적 깊은 지역에서는 대서양에서 흘러드는 물로 인해 수온이 10 °C에 거의 고정되어 있다. 반대로 수온의 격차가 큰 얕은 해안에서는 얼음이 생기기도 한다.

### 물의 순환
대서양의 물은 영국 해협과 그레이트 브리튼 섬의 해안을 따라 흘러든다. 가장 중요한 담수(淡水) 공급원은 사실 발트해이며, 정확히는 발트해로 흐르는 강물들이다. 북해와 직접 연결된 강들은 매년 296-354km3(발트해: 470 km3)의 물을 바다로 내보내며 841.500 km2(발트해: 1.650.000 km2)의 면적을 거른다. 한편 노르웨이 해류는 대개 50-100m의 깊이를 지닌 곳에서 덴마크와 노르웨이의 해안을 따라 대서양으로 흐른다. 온도가 더 높은 대서양의 해류는 여기서 방향을 북쪽으로 바꾸며, 바닷물의 내부 기온이 다른 곳보다 높은 데에 일조한다. 겨울 노르웨이 해류의 기온은 2-5 °C(대서양: 6 °C), 염도(鹽度)는 34.8‰ 이하(대서양: 35‰이상 )이다. 발트해의 기수(汽水)와 피오르(fjord) 등에서 유입되는 물들이 북해의 함염량을 비교적 낮게 조정한다.
1-2년 사이에 북해의 물은 완전히 새로워진다. 바닷물의 기온, 영양소 또는 오염의 종류에 따라 알아낼 수 있는 해수 전선은 겨울보다는 여름에 더 뚜렷하다. 큰 해수 전선으로는 대서양에서 오는 물을 영국 해협의 물과 분리하는 '프리지아 전선'과 해안가의 물을 북해 중부와 나누는 '덴마크 전선'이 있다. 북해와 합류하는 강물은 천천히 바다로 흘러들어가는 편이다. 예로서 라인강과 엘베강에서 흘러드는 물은 덴마크 북서쪽 해안까지 북해의 다른 물들과 구분하기가 용이하다.
북해로 흘러드는 주요 강들을 나열하면 다음과 같다.:
- 라인강과 뫼즈강(Rhein & Maas, 네덜란드) 2.524 m3/s
- 엘베강(Elbe, 독일) 856 m3/s
- 글롬마강(Glomma, 노르웨이) 603 m3/s
- 에이설호(Ijsselmeer, 네덜란드) 555 m3/s
- 베저강(Weser, 독일) 358 m3/s
- 스키에른강(Skjern Å, 덴마크) 206 m3/s

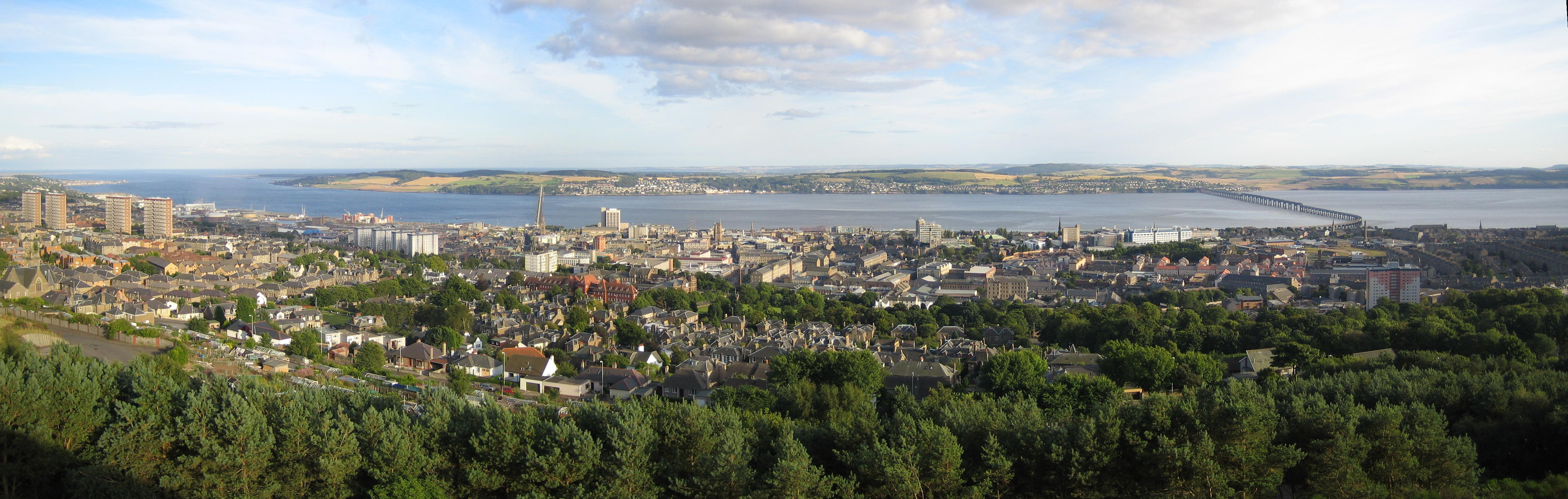
테이강에 면한 던디시

- 테이강(Tay, 스코틀랜드) 203 m3/s
- 모레이만(Moray Firth, 스페이강(Spey)을 비롯한 여러 강이 최초로 바다와 합류하는 곳, 스코틀랜드) 168 m3/s
- 스헬더강(Schelde, 벨기에와 네덜란드) 126 m3/s
- 험버강(Humber, 영국) 125 m3/s
- 포르트강(Forth, 스코틀랜드) 112 m3/s
- 엠스강(Ems, 네덜란드) 88 m3/s
- 트위드강(Tweed, 영국) 85 m3/s
- 템스강(Themse, 영국) 76 m3/s

### 조석

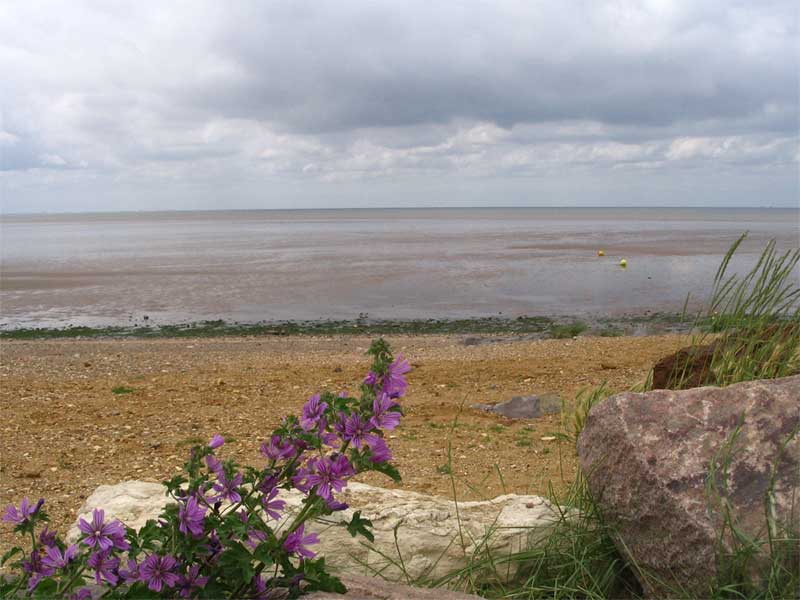
수심이 낮을 때의 히쳄(Heacham) 해변

북해 자체는 조석(潮汐) 현상을 일으키기에 너무 얕고 작기 때문에 북대서양이 이 역할을 대신한다. 밀물과 썰물은 12.5시간 정도의 간격을 두고 교대한다. 조수는 코리올리 효과에 의해 스코틀랜드 동부 해안에서 남쪽으로 흐르며 영국 해안을 거쳐 12시간 정도 후에는 독일 만에 들어선다. 영국 해협을 통해 흘러오는 조수에 의해 생기는 무조점(無潮點)은 도버 해협 바로 앞에 있으며 영국 남부와 네덜란드의 데 호프덴(De Hoofden) 사이에 낀 지역의 간만에 영향을 준다. 덴마크 남부와 스코틀랜드 남부를 잇는 선상(55°25'N, 5°15'E)과 노르웨이 남부에도 무조점이 있다. 조수는 이들 지역의 주위를 돌아서 흐른다.
조수간만의 차는 노르웨이 남부에서는 약 50cm 정도이며 해안이 무조점에서 멀수록 커진다. 얕은 해안과 깔때기 형태로 비좁아지는 부분도 차이를 벌어지게 한다. 조차가 6.8m로 가장 큰 곳은 영국의 워쉬 하구(Wash)이며 독일 해안의 조차는 2-4m 정도이다.

## 생활권
강한 조석 현상과 바다가 얕은 곳에 다수 서식하는 켈프와 해초, 종류의 다양함, 풍부한 영양소 등이 북해를 다양한 생명들의 서식지로 만든다.
북해에는 여러 종류의 군집(群集)이 존재하는데 기본적으로는 해안 지대와 물로만 구성된 지대로 나눌 수 있다.
북해에는 간만의 차이에 따라 환경이 달라지는 염성 소택지(鹽性沼澤池)와 조간 소택지(潮間 沼澤池), 하구가 다수 있다. 북해의 조간 소택지는 세계적으로 제일 크고 서식하는 생물의 종류도 가장 다양하다.
해안에서 멀리 떨어진 곳은 원양(遠洋) 지대와 해저 지대로 구분할 수 있다.

## 자연 보호
북해로는 해로운 물질들이 직간접적으로 유입된다. 해안 지방은 인간에 의해 상반된 영향을 받는데 관광지나 휴양지로 인간의 왕래가 빈번한 곳이 받는 환경적 부담은 그렇지 않은 곳보다 크지만, 한편으로는 관광업 자체가 잘 보존된 환경에 의해 득을 보기 때문에 환경 보호를 위한 경제적인 자극이 생겨난다.
북해로 흘러드는 여러 강어귀들의 주위에는 약 1억 6천만명의 인구가 850.000 km2에 분포되어 있다. 북해는 유럽 하수 상당 부분의 종착점에 해당한다. 벨기에와 네덜란드, 노르웨이 남부의 하수는 전부, 영국과 스위스에서는 거의 전부, 독일에서는 75%, 윌란반도에선 50%, 프랑스에서는 25%, 그리고 오스트리아의 하수는 일부가 북해로 흘러든다. 이들 지역들이 세계 공업 총생산량에서 차지하는 비율은 15%에 달한다.
1969년 북해 인접 국가들은 처음으로 북해의 환경 보호를 위한 협약에 서명했는데, 당시 본(Bonn)에서 체결된 이 협약은 채유(采油)로 인한 환경 오염만을 다루고 있었다.
오슬로 협정(1972년)과 파리 협정(1974년)은 다른 유해 물질들도 관심 사항에 추가했는데 1992년의 오슬로-파리 협정은 환경 문제를 각국이 스스로 담당한다고 규정했다.

## 해안과 섬들
현재의 북해는 최종 상태에 다다르지 않았으며 항상 움직이고 있다. 폭풍으로 인한 해일 같은 자연 현상 외에도 약 500여 년 전부터 인간의 노력으로 행해진 간척 사업 등이 해안선의 변화에 영향을 끼쳤다.

### 북반부

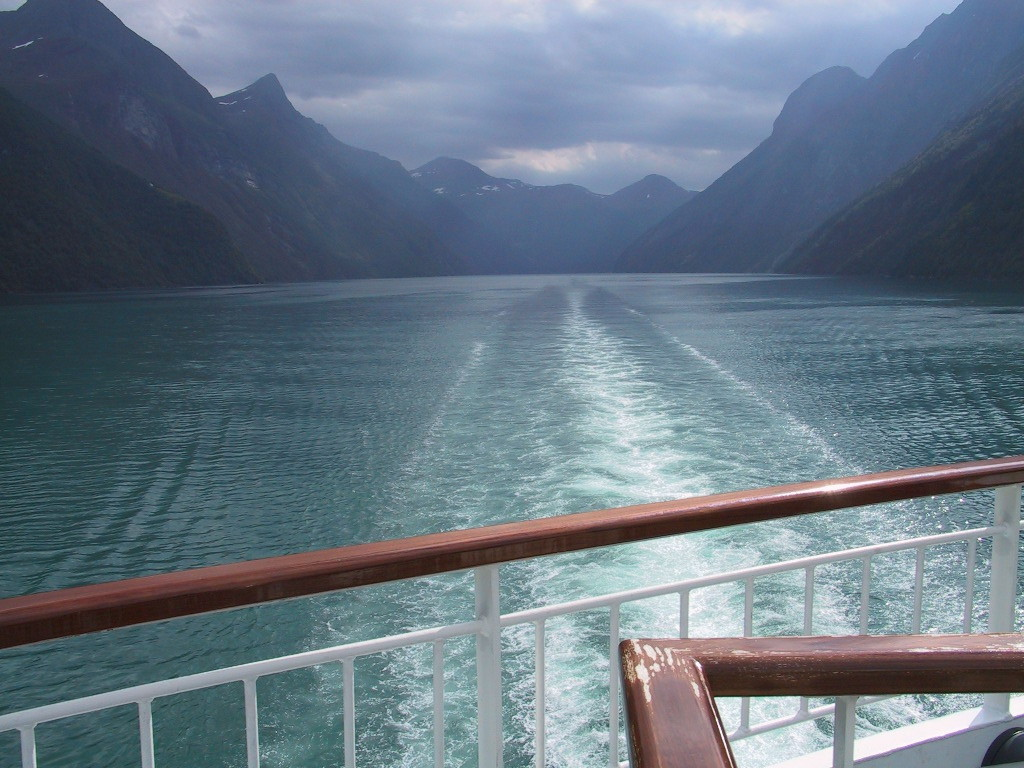
노르웨이의 게이랑게르 피오르(Geiranger Fjord)

그레이트브리튼섬은 동부 해안만이 북해에 속하며 완전히 북해에 둘러싸인 군도(群島)로는 셰틀랜드 제도와 오크니 제도(Orkney Islands)가 있다.
여러 대의 빙하기 동안에 현재의 해안이 있는 곳에 놓여 있던 빙하가 여러 마디로 갈라진 해안 지대를 만들었다. 노르웨이에 많이 분포된 피오르(fjord)는 고산 지대에서 내려온 빙하가 길고 좁은 틈을 파내고, 수심이 상승할 때 그 곳에 물이 차오름으로써 형성되었다. 피오르에서는 가파른 해안선을 자주 발견할 수 있으며 수심은 북해에서는 비교적 깊은 편에 든다.
한편 피에르는 피오르와 비슷하지만 만이 더 넓고 얕으며 작은 섬들도 종종 떠 있는 것이 특징인데 이는 빙하가 밑바닥의 변화에 피오르에서보다 더 광범위한 영향을 주었기 때문이다. 피예르는 스코틀랜드와 잉글랜드 북부의 북해 해안에서 가장 흔히 볼 수 있다. 피예르 상의 여러 섬들은 오늘날에는 사주(沙注)나 퇴적한 모래에 의해 형성된 반도와 연결되어 있는 육계사주(陸繫砂洲, tombolo)인 경우가 많다.
피예르의 남쪽은 대부분이 빙하기의 빙퇴석에 의해 생긴 절벽으로 된 해안과 이어진다. 해안의 수평적 충돌이 절벽을 부러지게 하며, 여기서 부러진 조각들은 개펄의 주요 퇴적물 공급원이 된다. 절벽 해안의 흐름은 개펄과 소택지로 구성된 하구에 의해 끊긴다. 잉글랜드 남부의 강어귀는 템스 강과 험버 강에 속한다.

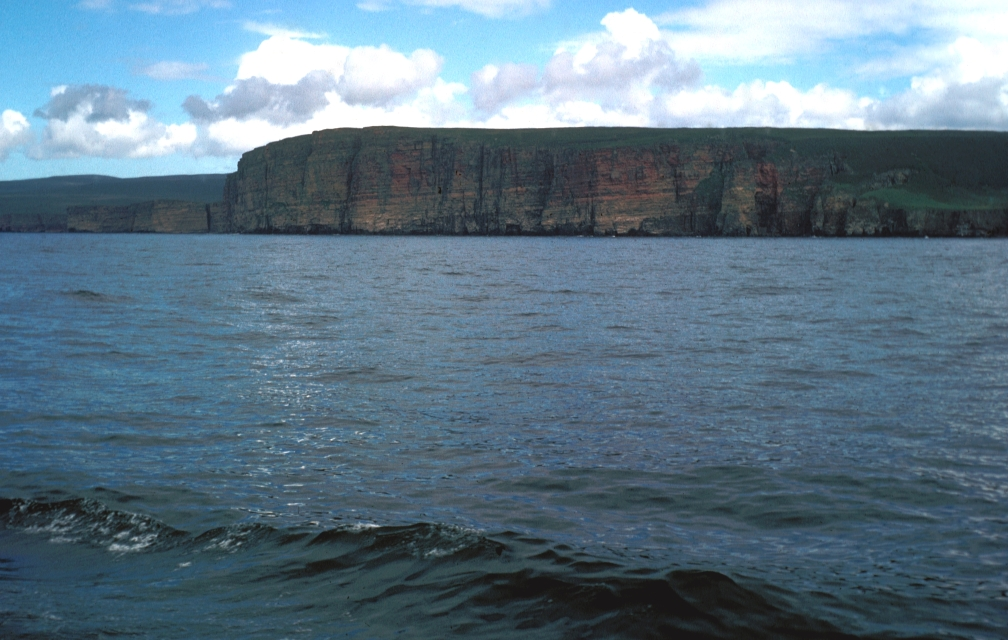
펜틀랜드만(Pentland Firth)에서 촬영한 오크니섬(1972년)

노르웨이 남부와 스카게라크 해협에 면해 있는 스웨덴 남부의 해안에서는 암초 해안을 볼 수 있는데, 이 역시 피오르나 피예르와 마찬가지로 빙하가 광범위한 지역을 깎아낸 데서 비롯된 것이다. 노르웨이 남부에서 특히 많이 발견할 수 있는 해안가의 암초들은 수 킬로미터 정도 길고 거의 완전히 닳은 상태로 바다 표면의 조금 밑에 놓여 있다.

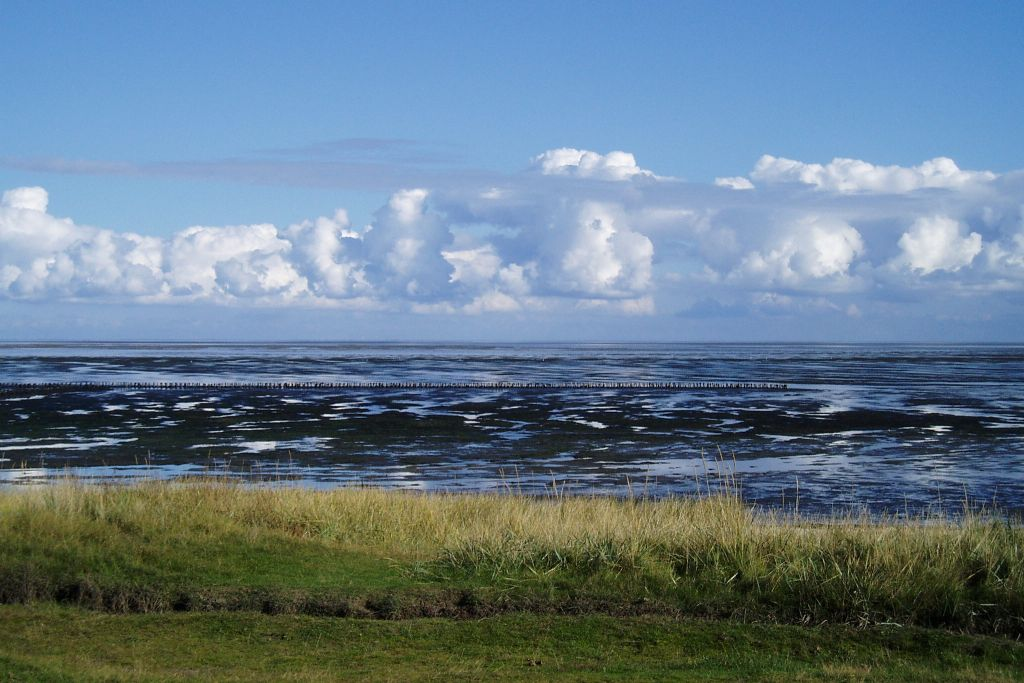
질트섬의 카이툼(Keitum)에 있는 개펄

### 남반부
벨기에에서 덴마크에 이르는 남부와 남동부의 해안 역시 빙하기에 모습을 갖추게 되었으나, 바다와 퇴적물에 의해 받은 영향이 위에서 언급한 곳들보다 훨씬 더 크다. 해안은 얕고 평평하며 조수의 범람과 후퇴가 반복된다. 바닷물은 퇴적 작용을 일으킨다. 조수차가 1.35m보다 작은 네덜란드나 덴마크의 해안에는 사구(沙丘)가 있는 경사가 완만한 해안이 형성된 반면 조수차가 1.35m-2.9m 사이인 곳에서는 퇴적물에 의해 섬이 생기며 엘베 강 어귀에서처럼 조수가 2.9m보다 높으면 물밑에 사주가 잠긴다.

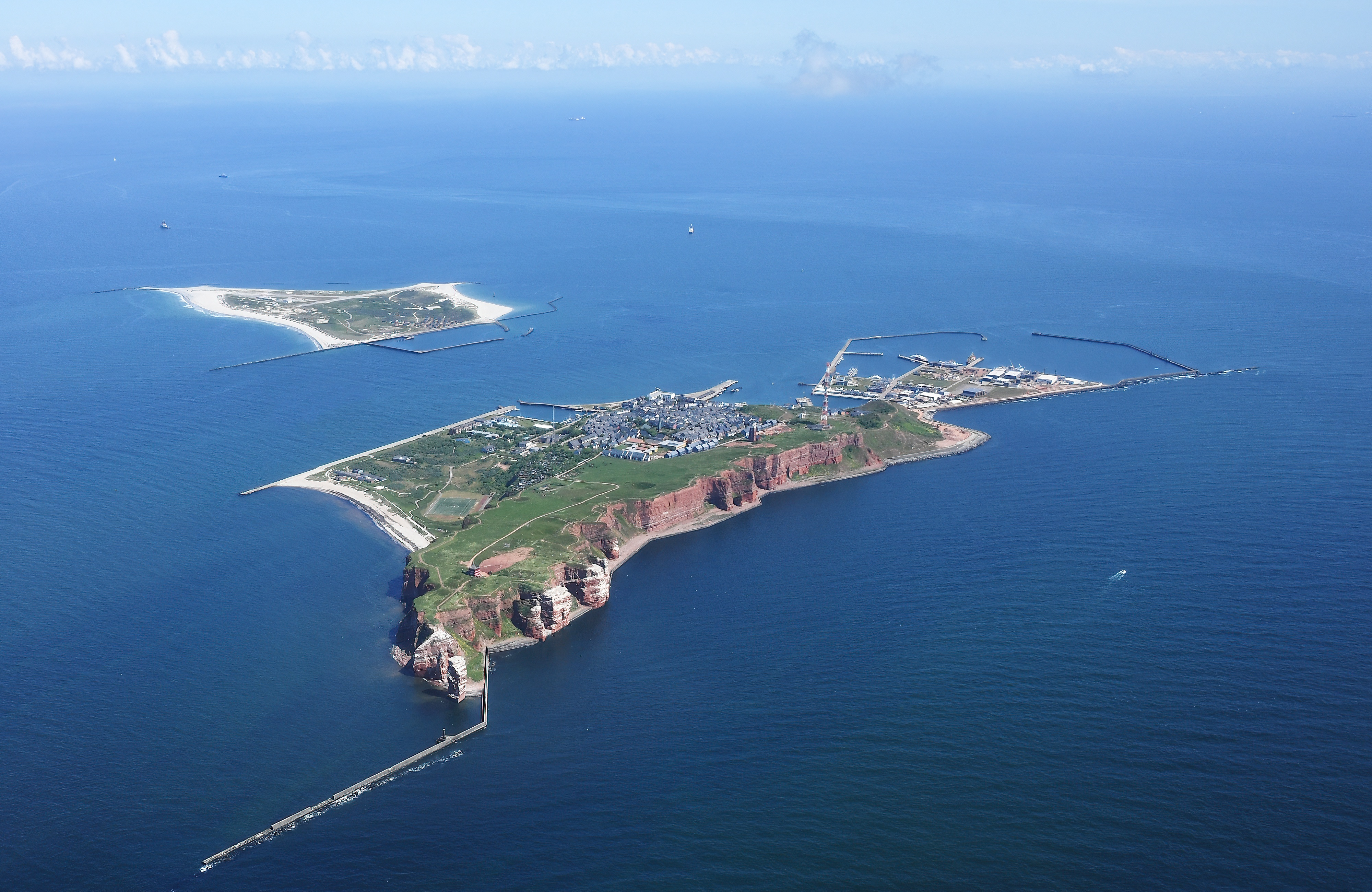
공중에서 내려다본 헬골란트섬

네덜란드의 서프리지아 제도와 독일의 동프리지아 제도는 파도가 부서지는 곳의 변두리에 자리 잡고 있으며 여기에 침전되는 퇴적물이 쌓인 결과이다. 퇴적물은 계속 높아졌고 식물들이 뿌리를 내리기 시작했으며 땅은 계속 단단해져 오늘날에는 상당히 고정된 상태이다. 그럼에도 일부는 계속 역동하고 있는데 예로서 동프리지아 제도의 유이스트섬(Juist)의 교회가 섬의 변동에 의해 1650년부터 5번 위치를 바꾼 것으로 이를 증명할 수 있다. 원래 유이스트 섬은 두개의 섬이 하나로 합쳐져 탄생했다. 이웃한 방어로게섬(Wangerooge)은 1700년-2000년까지 섬 자체의 길이만큼 동쪽으로 떠내려갔다. 환경적 여건에 의해 이 두 프리지아 제도의 서쪽은 계속 닳는 반면 동쪽에는 새로운 퇴적물이 쌓인다. 따라서 주민들은 섬들의 서부에 있는 시설들의 보호에 신경을 더 쏟는다. 섬들 사이에는 조수의 통과를 원활하게 하기 위한 물길이 존재하며, 이는 섬들이 언젠가는 붙어 자라게 되는 현상을 막는 용도로 쓰인다.
이와는 달리 북프리지아 제도는 높고 건조한 불모지로 구성된 섬들의 퇴적물에서 생겼다. 덕분에 북프리지아 섬들의 핵은 다른 프리지아 제도보다 변화에 덜 민감하지만, 주변부에서 벌어지는 운동은 다른 곳 못지 않다. 질트섬(Sylt)의 경우 북쪽에 놓인 항구는 퇴적물 문제를 안고 있는 데 반해 남쪽에서는 섬의 일부가 분리될 위험에 처해 있다. 할리히(Hallig, 만조 때 물에 잠기는 북프리지아 제도의 해안)들은 중세 시대에 있었던 폭풍에 의해 물에 잠긴 소택지의 나머지로 수가 점점 줄어드는 추세이다. 한때는 100개가 넘었으나 현재는 10개만 남아 있고 나머지는 파도에 쓸려가거나 제방의 일부가 되었다.
북프리지아 제도의 북쪽 개펄 바다에 있는 섬들은 원래는 사구였다. 20세기 초까지만 해도 섬이 모래에 점점 잠식되는 것이 큰 문제였기 때문에 이를 완화하기 위해 섬에 작은 숲들을 가꾸게 되었다.
북해 남동부에도 마스, 라인, 베저, 엘베나 아이더강(Eider) 쪽으로는 여러 개의 하구들이 존재한다.
네덜란드 쪽에서는 간척 사업이 활발하게 진행되었는데 이 중에서도 에이설호를 제방으로 막은 후 행한 간척이 제일 규모가 컸다.
에스비에르에서 덴 헬더까지는 광활한 조간 소택지가 펼쳐져 있으며 이 중 몇몇 곳은 국립 공원으로 지정되었다. 헬골란트섬은 예외적인데 이유는 섬이 개펄이 높아져 생긴 것이 아니라 훨씬 이전인 트라이아스기 전기에 이미 형태를 갖추었기 때문이다.

## 해일과 해안의 보호

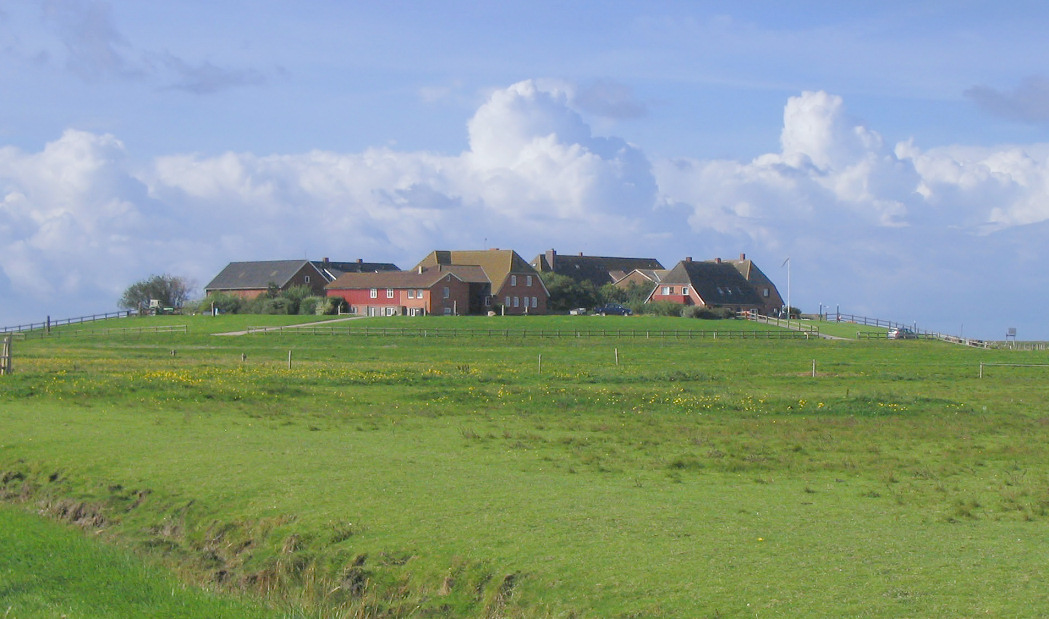
할리히 호게(Hallig Hooge)에서도 볼 수 있는 야트막한 언덕은 북해의 바닷가에 집을 지을 때 차오르는 물로부터 안전을 얻기 위해서 만들어졌다

폭풍이 다가올 때 해일의 가능성이 높은 지역은 벨기에, 네덜란드, 독일과 덴마크의 비교적 낮은 해안이다. 서쪽에서 오는 폭풍은 특히 격렬하기 때문에 북해 동남부의 해안들이 위험에 가장 많이 노출된 편이다. 북서풍은 대부분 네덜란드와 독일 북서부의 해안으로 몰아치며 서풍과 남서풍은 윌란반도 쪽으로 불어온다. 역사적으로 이 지방들의 폭풍에 의한 인명 피해는 수십만에 달하고, 특히 근세 초기까지는 해일이 일어날 때마다 수만명이 목숨을 잃을 정도로 심각했다. 폭풍은 해안의 모양을 바꾸는 데에도 중요한 역할을 해왔다.
확인할 수 있는 첫 번째 해일은 1164년 2월 17일에 있었고, 그 결과로 야데만(Jadebusen)이 형성되기 시작했다. 1219년의 해일은 서프리지아 제도를 덮쳤고 1228년 폭풍과 해일 후에는 100.000명이 생명을 잃었다고 전해진다. 이때 해안의 상당 부분이 영영 침식되었고 할리히의 개펄만이 남았으며 해안의 잔해 일부에 의해 슈트란트섬(Strand)이 새로 생기기도 했다. 슈트란트섬은 1634년의 해일로 인해 다시 사라졌다.

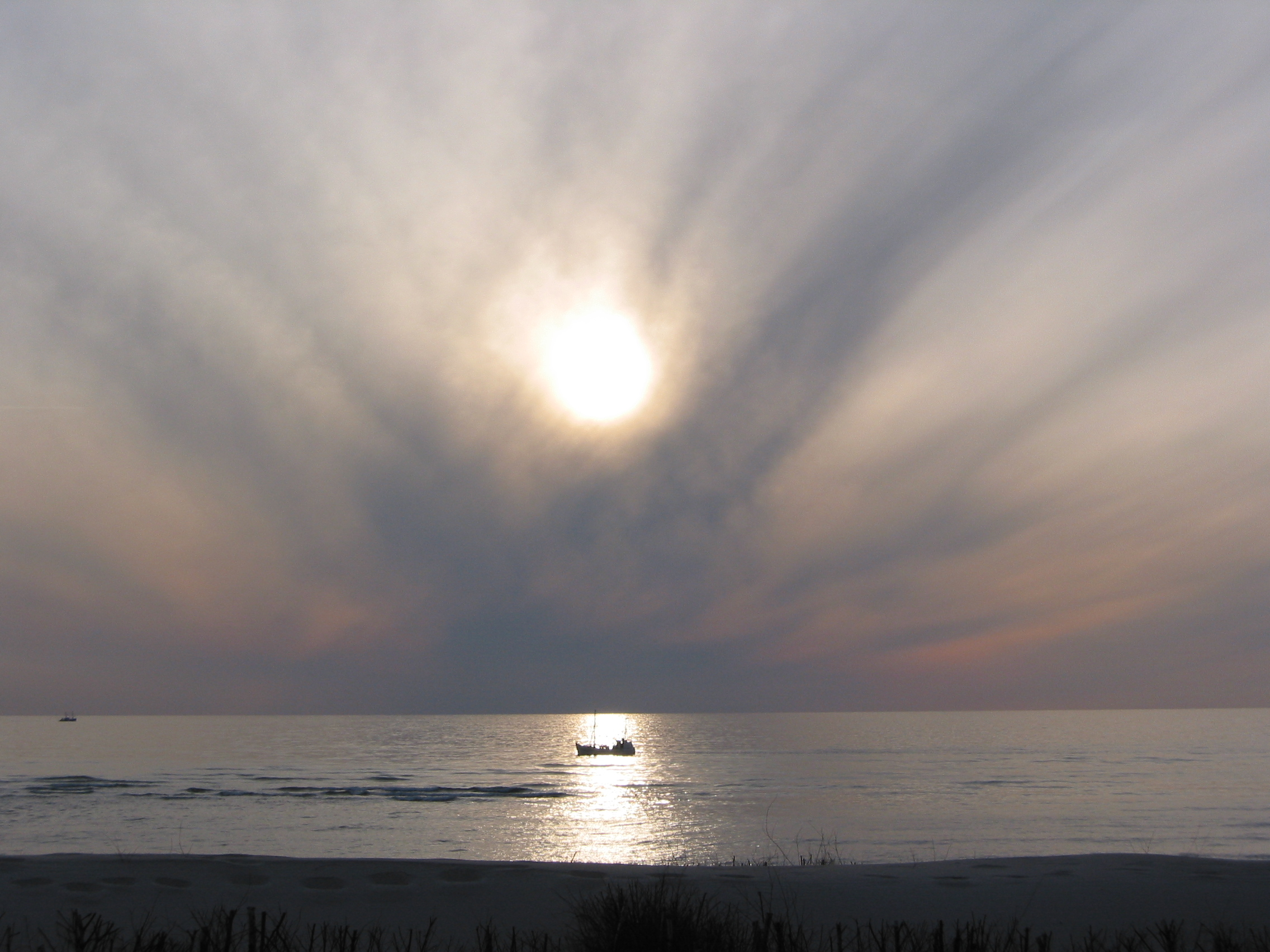
다가오는 폭풍

1953년 2월 1일에 네덜란드에 있었던 해일은 2000명 이상의 희생자를 내었고, 1962년 2월 16일에서 17일에 걸쳐 함부르크를 뒤덮은 바닷물은 315명의 목숨을 앗아갔다. 1976년과 1981년의 해일 때에는 수위가 당시까지의 최고치를 기록했는데, 함부르크에 닥친 재난 이후 제방 공사와 해일 방비가 훨씬 강화된 덕분에 더 이상의 인명 피해는 나오지 않았다. 1990년 2월 26일에서 28일 동안에는 독일 역사상 가장 많은 해안 재해가 한꺼번에 일어났는데, 이 때는 강풍에 의한 바다의 범람에 이어 태풍과 폭풍에 의한 범람이 4번이나 이어졌으며 풍속은 최고 160 km/h를 기록했다. 이 때도 인명 피해는 없었다.
육지와 얕은 바다 사이의 지역은 수륙 양쪽의 특성을 가지고 있다. 육지 쪽은 수많은 섬들과 소택지로 이루어지고 이들은 강, 개울과 늪지로 서로 단절되어 있었다. 폭풍의 위험이 큰 지역에 처음으로 이주하기 시작한 사람들은 비교적 높은 모래 언덕 위에 거주지를 지었다. 7-8세기부터는 수심이 해발 0m에 가까운 곳에도 몇 미터만을 높인 건축용 부지 위에 집들이 세워지기 시작했다. 중세 초기가 끝나갈 무렵에는 고리 모양으로 이어진 둑을 사용해 거주지를 보호하기 시작했으며 중세 중반부터는 간척 시도가 이루어지기도 했다.

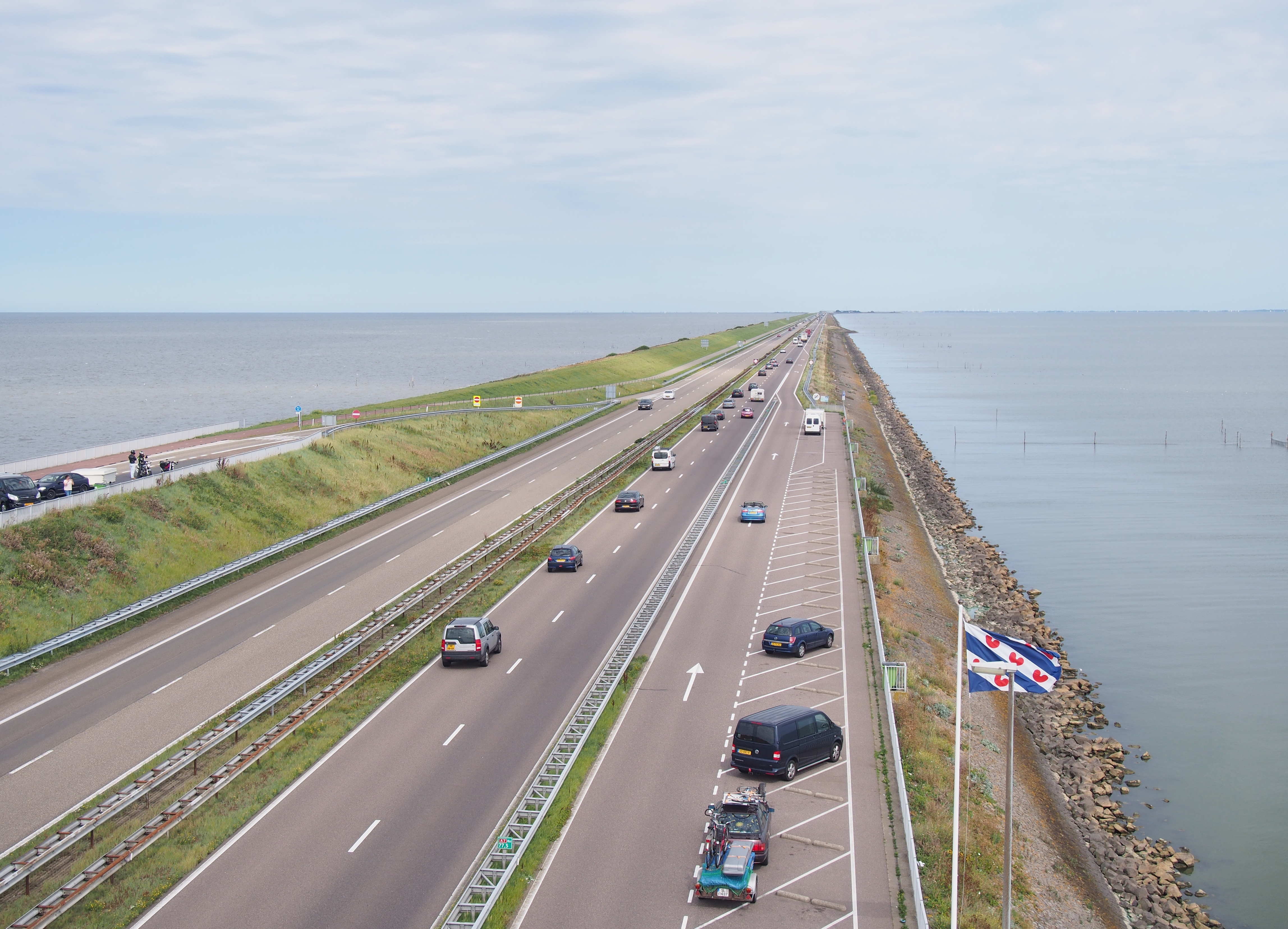
자위더르 간척지로 통하는 32km 길이의 제방 도로

근대적인 제방의 건설은 17-18세기의 네덜란드에서 시작되었으며 이는 북해의 다른 지역으로도 파급되었다. 1953년과 1962년의 해일 이후로 제방들은 한층 더 높아져 일부에서는 10m에 이르게 되었고, 작용점을 최소화하기 위해 길이는 짧아지고 겉면도 평평해졌다. 넓이는 100m에 이르를 수 있다. 이 제방 뒤에는 사람이 잘 거주하지 않는 지역이 이어지며 일부 지역에서는 해안 제방에서 몇 킬로미터를 더 내륙으로 들어가면 두 번째 제방을 발견할 수 있다. 둑의 후방 지역에는 갯보리를 심는데 이는 바람과 물에 의한 부식과 모래의 이동을 최소화하거나 방지하기 위함이다. 자위더르 간척지나 질트 섬의 모래 헹굼 장치에는 특수한 보호가 필요하다.

## 인간에 의한 활용
인구 밀도가 1000/km2 이상으로 매우 높은 지역은 북해 남단의 해안에서 150km까지 떨어진 곳으로, 이곳의 인구는 8000만에 이르며 이 중 절반은 벨기에와 네덜란드의 도심 지역에 산다. 브뤼셀에서 함부르크에 이르는 지역은 공업화가 크게 진척되어 있으며 세계적으로 중공업의 밀집도가 가장 높은 곳이다.

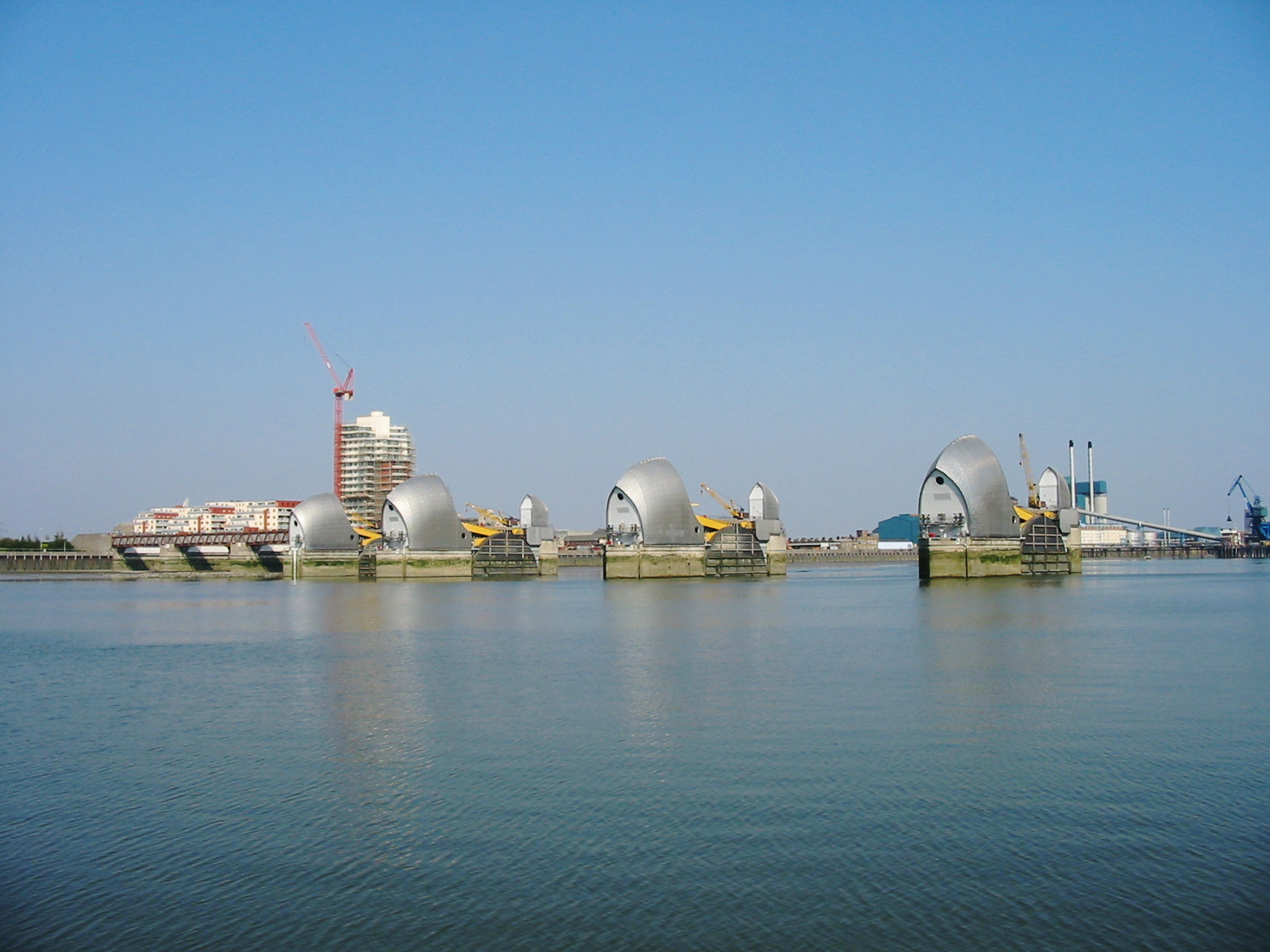
강어귀의 보호는 보통 방벽으로 이루어진다. 여기서 볼 수 있는 것은 템스강의 방벽(Thames Barrier)

### 정치적 상황
북해는 정략적 중요성은 이미 바이킹의 시대부터 높았으나 제2차 세계 대전 직후까지는 법적으로 보아 어디에도 소속되지 않았다. 인접국들은 자신의 해안에 가까운 지역만을 자국령으로 취급해 왔을 뿐이다. 20세기 중반부터 이 상황은 달라지기 시작했다.
북해에 인접한 각국은 12해리 영해 내에서의 어업권을 자국 선박에 한정한다. 아이슬란드가 200해리 영해까지 어업권이 미치는 것을 관철시킨 이후로는 유럽 연합(EU) 역시 이를 선례로 삼았기 때문에 북해는 기타 국가들의 어민들에게는 사실상 폐쇄된 영역이 되었다. 어업 정책은 유럽 연합이 노르웨이와 아이슬란드와 합의해 결정한다.
북해에서 지하 자원이 발견된 이후 노르웨이는 대륙붕으로 연결된 곳의 자원에 대한 권리를 자국 것으로 선언했는데 여기에 다른 국가들도 동참했다. 북해를 분할할 때는 보통 연안 국가들의 해안 사이를 북해 위로 직선을 그어 연결했을 때, 그 중간에 해당하는 부분을 경계로 한다. 이는 해안의 길이에 비해 몫이 적은 독일에 불리했으므로 소송에 의해 덴마크와 법적 분쟁이 발생했고, 국제 사법 재판소는 독일의 영역을 북해의 중앙 부분 쪽으로 조금 더 늘려 주었다.
환경 보호와 수질 오염에 관해서는 1973년과 1978년에 발효된 MARPOL 협정과 오슬로-파리 협정 등이 효력을 발휘한다. MARPOL 협정은 선박의 오물 처리에 관해서는 엄격하다. 영국, 벨기에와 프랑스의 개펄과 해안은 PSSA(Particularly Sensitive Sea Area, 환경에 대한 주의가 필요한 해역)으로 지정되어 있다.
해상 교통과 안전은 2003년 신설된 EMSA(European Maritime Safety Agency)의 관할 부문이다. 이 EMSA에는 노르웨이와 아이슬란드도 대표를 보낸다. 1978년의 합의에 따르면 모든 유럽 연합 국가들은 연합에 속한 항구에 입항하는 배들의 1/4을 정기적으로 안전성 여부에 대해 검사할 의무가 있다.

### 자원

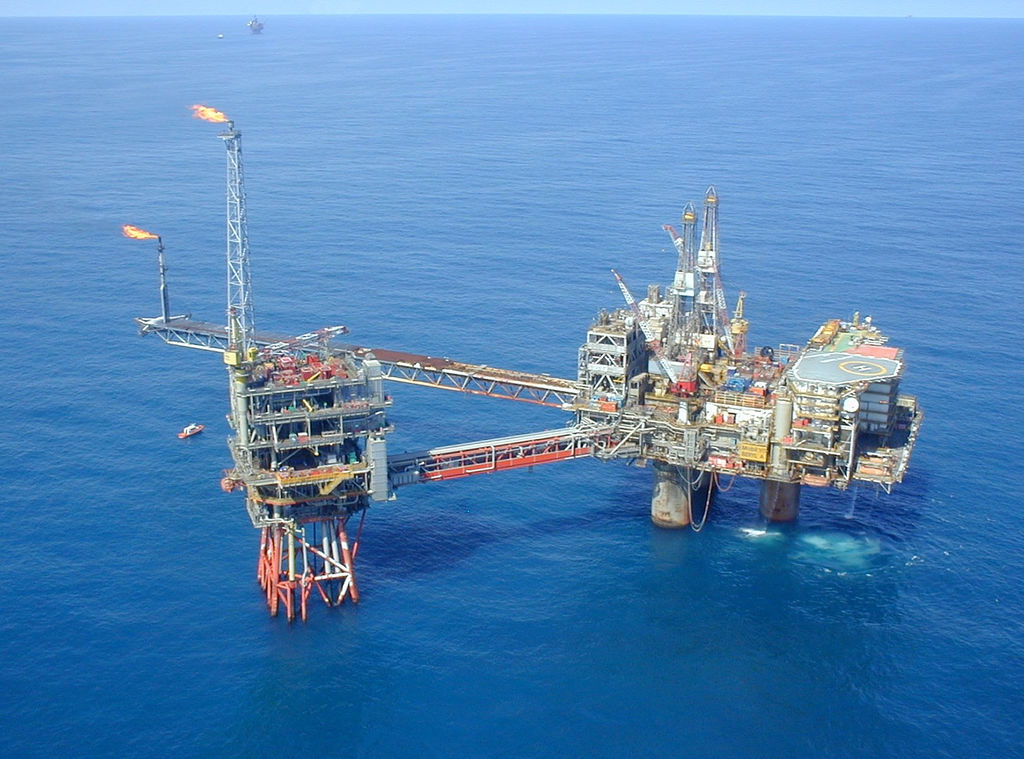
북해의 석유 시추기지 베릴 앨파(Beryl alpha)

1958년 지질학자들은 흐로닝언주의 슬로흐턴(Slochteren)에서 유전 지대를 발견했다. 1966년부터 북해 곳곳에서 시추(試錐) 작업이 시작되었으며 1969년, 필립스 석유 회사(Phillips Petroleum Company)는 노르웨이의 해역에서 저유황 석유를 많이 생산할 수 있는 에코피스크 유전 지대(Ekofisk)를 발견했다. 1971년부터 유조선들이 에코피스크의 석유를 실어날랐고 1975년에는 영국의 클리브랜드(Cleveland)로, 1977년에는 독일의 엠덴(Emden)으로도 송유관이 뚫렸다. 석유 회사들이 북해에서 본격적으로 활동하기 시작한 것은 석유 파동부터인데 이는 석유 가격의 상승으로 인해 투자가 유리해진 덕분이다. 높은 생산비는 획득하는 석유의 높은 질과 가까운 서유럽의 판매 시장, 정치적인 고려에 의한 후원 등으로 충분히 회수할 수 있었다. 1980년대와 90년대에도 아직 알려지지 않았던 다른 유전들의 위치가 확인되었다. 현재에는 450여개의 해저 굴착용 인공섬들이 존재하며 북해는 연해 석유 채굴에서 최고의 위치를 점하고 있다. 북해에서 에너지 자원이 압도적으로 많이 비축된 곳은 노르웨이와 영국령의 해역으로 노르웨이 쪽의 비축량만 해도 석유는 전체의 54%, 천연 가스는 45%에 달한다. 노르웨이의 스타트피오르 유전 지대(Statfjord)의 개발을 위해서는 노르웨이 해구를 관통하는 송유관이 놓였다. 노르웨이의 법에 따라 국영 기업인 스타토일(Statoil)이 유전 지대에 소유하는 지분은 최소 50%이다.
북해에서 가장 큰 천연 가스 지대는 노르웨이 해구 안에 놓인 수심 345m 밑의 트롤(Troll)이다. 플랫폼의 높이는 472m이고 무게는 656.000t으로 연해 자원 발굴용으로는 최대의 크기를 가지고 있으며 현재까지 인간에 의해 바다로 운반된 가장 큰 물체이다.
독일 쪽 해역의 경우에는 이들 자원이 거의 없으며 플랫폼은 두 개가 세워져 있다.

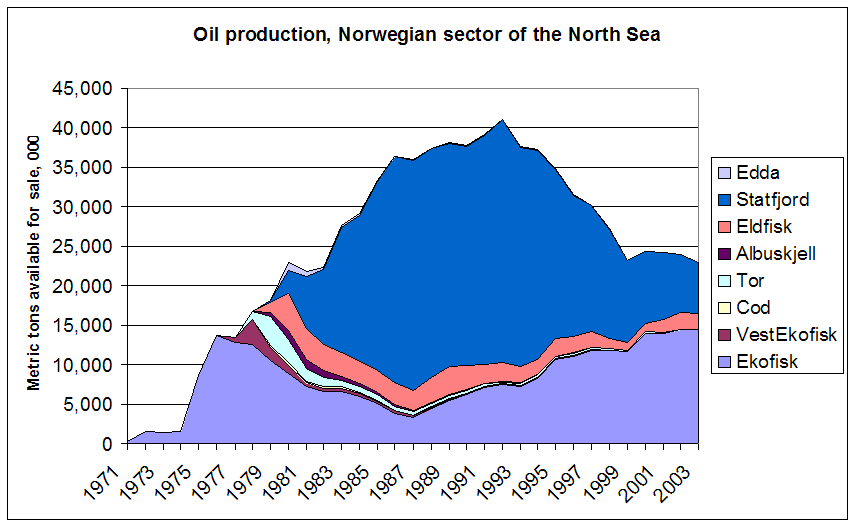
노르웨이에 속한 북해 해역의 연당 채유량

1999년은 에너지 자원의 개발이 정점에 달한 해로 거의 6백만 배럴(950.000 m3)의 석유와 280.000.000 m3의 가스가 산출되었다. 이후부터 셸이나 BP 같은 대형 기업은 비축량이 적은 북해에서 손을 떼었고 전체적인 생산량도 감소하는 추세이다. 인간의 손이 아직 닿지 않은 곳에 잠재된 자원의 양은 현재는 그리 크지 않을 것으로 추정된다.
북해에서는 처음으로 반출되기 시작한 종류의 하나인 브렌트 원유(原油)의 가격은 EU에서는 표준 가격과 유럽의 이외 지역이나 아프리카, 근동에서 수입하는 석유의 비교 가격으로 정착되었다.
석유와 가스 이외에도 주변국들은 매년 수백만 km3의 모래와 자갈을 북해에서 채취해 여러 건축 계획에 사용하고 일부는 해안 보호용으로도 쓰인다. 2003년에는 네덜란드가 30.000.000 m3, 덴마크가 10.000.000 m3를 채집해 1위와 2위를 기록했으며 독일의 채집량은 700.000 m3로 하위권에 들었다.
한편 1988년에 있었던 인공섬 파이퍼 앨파(Piper Alpha)의 침몰은 이 분야에서는 전례 없이 큰 사고로 167명이 생명을 잃었다.

### 재생가능 에너지

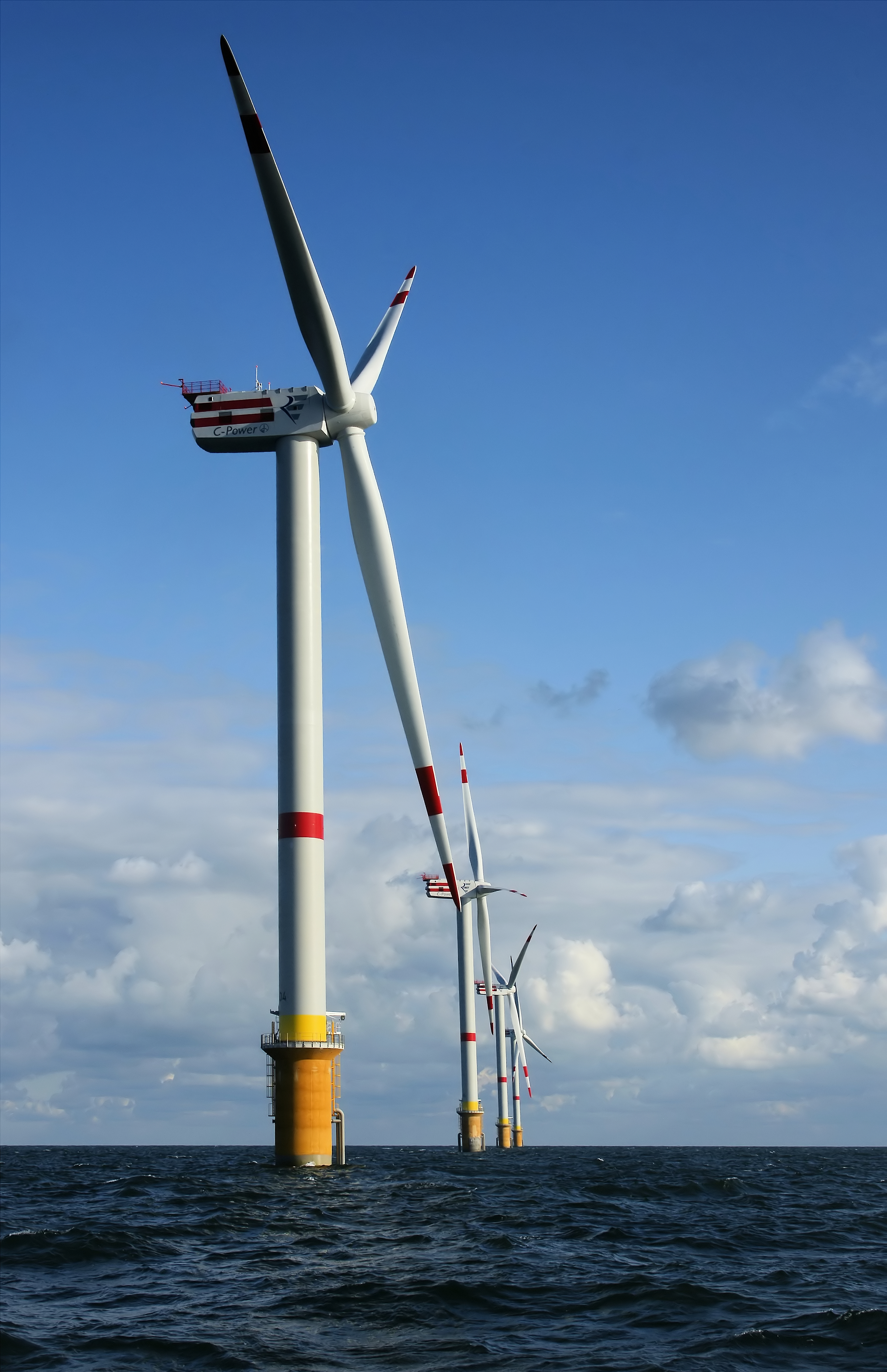
벨기에 해안 근처의 토른톤방크 풍력 발전 지역(Thorntonbank)

북해 연안의 국가들 중에서도 특히 영국과 덴마크는 1990년대부터 해안에 가까운 곳을 풍력에 의한 발전(發電)에 이용한다. 북해 최초의 풍력 터빈은 2000년에 영국의 블라이트(Blyth) 앞에 세워졌으며 덴마크의 호른스 레프(Horns Rev)에도 2002년에 풍력 발전 시설들이 세워졌다.
독일에서는 2005년 12월까지 풍력 발전 지역(wind farm)의 일부로 선정된 구역 10개소에 700여개의 시설을 세우는 것이 허가되었으나 문제점도 제기되고 있다. 우려되는 점은 선박과의 충돌과 생태계의 변화 외에도 송전 때 상실되는 전기의 양을 줄이기 위해 국립 공원 사이로 새로운 전선을 깔아야 한다는 점 등이다.
파력(波力)을 이용한 발전은 2003년에서 2005년 1월까지 덴마크의 해안에서 시험되었으며, 노르웨이의 트론헤임(Trondheim)에는 역시 시험용으로 삼투압 발전소가 가동되고 있다.

### 어업

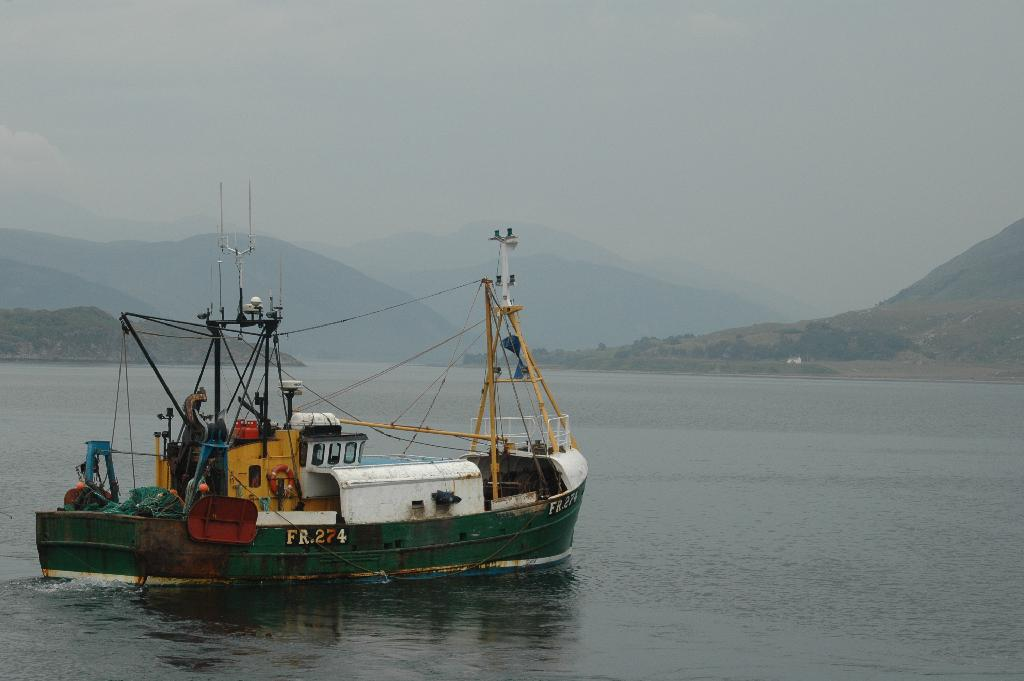
스코틀랜드 해안의 저인망(trawl)을 사용하는 어선

20세기 초반부터 북해 남부의 해안에서는 주로 저인망을 이용한 상업적 어업이 행해지고 있다.
기술의 진보로 어획량은 거의 3.000.000t를 기록한 1980년대까지 계속 높아졌다가 이후 다시 감소 추세로 바뀌어 현재는 평균 2.300.000t 정도가 잡히는데, 이 수치는 매년 변동이 심하다. 이 중 150.000t가량은 쓸모없이 그물에 같이 걸려들며 85.000t 정도는 해양의 비척추동물들이다. 잡은 물고기들의 절반 정도는 어분(漁粉)이나 어유(漁油)로 가공된다. 대서양고등어, 대구, 해덕대구(haddock), 민어(Merlangius merlangus), 북대서양대구(Pollachius virens), 가자미, 혀가자미 등이 주요한 어획물이다. 이외에도 자주새우(Crangon crangon), 바닷가재나 게들도 잡힌다. 섭조개, 가리비와 굴 등은 양어장에서 자란다.
주변의 인구 밀도가 높은 만큼 물고기의 남획에 따른 위험도 높다. 1983년부터 유럽 연합은 어획 할당량을 정해 놓았지만 그럼에도 불구하고 대구나 해덕대구의 양은 크게 감소했다. 덴마크의 저인망 어업으로 인해 매년 목숨을 잃는 쇠돌고래의 수만 해도 5000마리에 달한다. 1960년대부터 물고기를 잡는 시기와 어선의 수를 제한하는 등의 조치로 물고기의 총수를 늘리려고 시도하지만 아직은 큰 효과를 보지 못하고 있다.
| 국가       | 1950      | 1960      | 1970      | 1980      | 1990      | 1996      | 2002      |
| ---------- | --------- | --------- | --------- | --------- | --------- | --------- | --------- |
| 덴마크     | 96.494    | 284.527   | 528.127   | 1.806.191 | 1.328.251 | 1.284.365 | 1.249.656 |
| 노르웨이   | 296.337   | 323.381   | 480.819   | 498.777   | 617.741   | 618.669   | 691.062   |
| 영국       | 308.895   | 343.002   | 410.775   | 389.417   | 343.205   | 355.385   | 295.367   |
| 독일       | 233.481   | 305.776   | 284.685   | 90.217    | 108.990   | 63.647    | 69.836    |
| 네덜란드   | 64.438    | 92.119    | 121.524   | 213.365   | 256.597   | 140.765   | 146.835   |
| 소련       | 89.269    | 352.857   | 429.182   | 7.181     | 1         | 0         | 0         |
| 프랑스     | 79.751    | 149.769   | 202.948   | 100.861   | 64.860    | 35.262    | 55.379    |
| 스웨덴     | 43.680    | 71.899    | 124.790   | 86.465    | 116.695   | 72.863    | 131.991   |
| 페로 제도  | 38.630    | 17.111    | 63.725    | 71.540    | 23.292    | 27.572    | 0         |
| 아이슬란드 | 0         | 50.065    | 21.111    | 523       | 0         | 8         | 4.668     |
| 벨기에     | 28.036    | 30.094    | 26.547    | 32.065    | 26.889    | 18.880    | 14.657    |
| 합계       | 1.286.230 | 2.120.137 | 2.807.950 | 3.306.127 | 2.893.422 | 2.643.719 | 2.687.299 |

### 상선의 통행

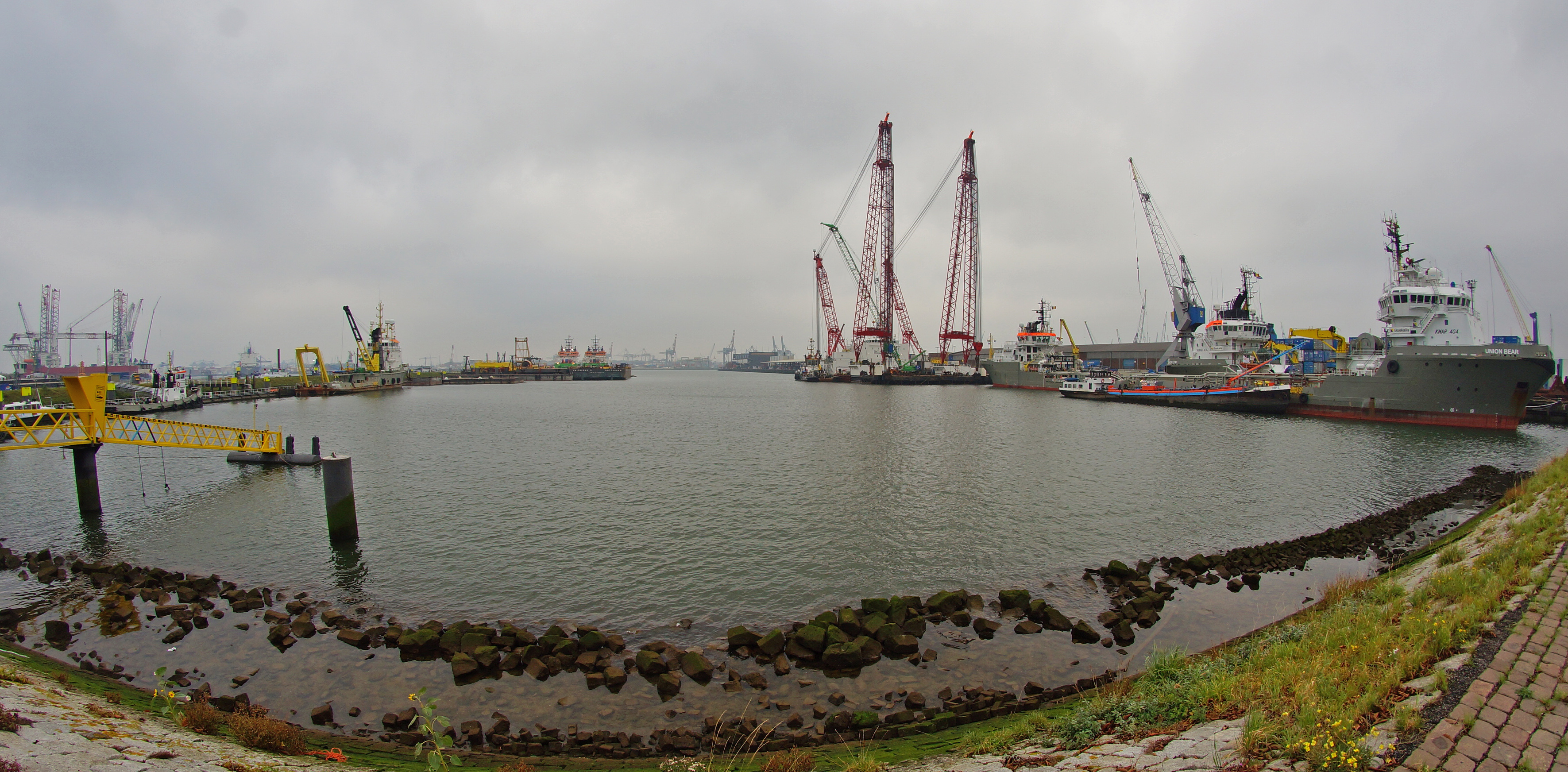
로테르담항

유럽의 가장 큰 항구들은 북해 어귀에 있는 경우가 많다. 통행은 군소 항구에서 4개의 규모가 큰 항구에 집중되는 추세인데, 로테르담, 안트베르펜, 함부르크, 브레멘/브레머하펜의 화물업은 1991년부터 2000년까지 약 66%가 늘어났다. 이 중에서도 가장 크고 중요한 로테르담의 경우에는 매주 연계 화물선(feeder ship)이 140개의 타도시로 운항한다. 스칸디나비아반도나 발트해 쪽으로는 브레머하펜과 함부르크가 경유지로 쓰이는 경우가 많다.

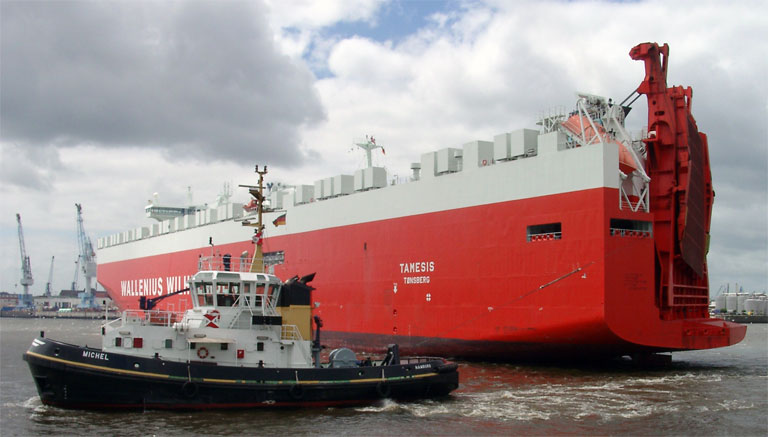
예인선이 퇸스베르크(Tønsberg)에서 온 타메시스 호(Tamesis)를 돌리고 있다

1990년대에는 세계 운항량의 27.5%가 북해에서 이루어졌으며 이는 더 늘어나는 추세이다. 이들의 대부분은 북해 남부에 치중되어 있으며 이 중에서도 특히 엘베 강 어귀에서 영국 해협 사이에 그 밀도가 높다. 1960년대부터는 원활한 운항을 위해 정해진 물길을 따라 배들이 통행하게끔 되었으며, 수심의 깊이가 항상 일정하게 유지되는 이 해상 수로들은 도버 해협에서부터 독일 만에 걸쳐 있다. 대규모 항구들은 기본적으로 이 해로로 통하는 길을 가지고 있다. 근대 이전에는 봄과 가을의 폭풍철에 곳곳에 놓인 여울 등으로 인해 선박들이 좌초하는 사고가 자주 일어났는데, 일부에서는 이런 선박들을 털어서 생계를 꾸려 가기도 했다.

### 관광업

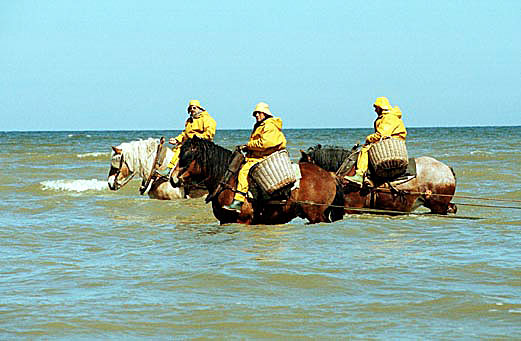
승마해 게를 잡는 어부들(벨기에의 콕사이데 오스트도인케르케 안 제(Koksijde Oostduinkerke an Zee)

관광업이 유행하는 곳은 벨기에, 네덜란드, 독일과 덴마크의 해안이다. 영국에는 북해에 면한 관광지가 몇 군데에 있으며, 대부분은 영국 해협 쪽에 있다.
바람이 항상 불기 때문에 서핑와 범주가 비교적 유행하는 편이다. 다만 강한 조석과 해안 근처의 수많은 여울로 인해 세일링의 난이도가 높기 때문에 다른 해안에 비해 초보자 수가 적다.
개펄을 돌아다니는 것은 동프리지아 제도, 북프리지아 제도와 덴마크의 북해안에서 가능하며 낚시나 잠수도 행해진다.
요양지로도 북해를 찾는 사람들이 있는데 북해의 요양업은 19세기부터 시작되었으며 면역 체계 강화와 피부, 호흡 기관에 도움을 주는 효과를 기대하는 경우가 많다. 해수요법(海水療法)에 의한 치료에는 바닷물, 진흙, 소금물, 해초와 바다소금 등이 사용된다.
1990년대 초까지 독일에서는 배를 타고 독일 영해 바깥으로 나가 면세된 물품들을 사들이는 것이 흥행하기도 했다.

## 역사

### 로마의 시대와 중세
율리우스 카이사르가 기원전 55년 경에 당시의 갈리아와 그레이트브리튼섬을 원정한 이래부터 북해에서도 로마인들의 활동이 부쩍 늘어났다. 기원전 12년, 로마의 게르마니아 정복이 한창일 무렵, 드루수스는 1000척 이상의 함선을 동원해 라인강 근처의 주둔지를 떠나 북해로 진입해 프리지아인, 하우크인들을 굴복시키고 뒤이어 베저와 엠스 강의 상류로 물길을 따라 진격했다. 기원전 5년 게르마니아를 원정하던 티베리우스는 헬골란트를 돌아 현재 덴마크의 북동부 해안까지 진출했다. 아울루스 플라우티우스(Aulus Plautius)가 43년에 그레이트 브리튼 섬의 남부와 중부를 제압한 이후부터는 갈리아의 이티우스항(Portus Itius)과 섬의 정기적인 교역이 이루어지기 시작했다. 5세기 초에 이르러 로마 군단이 대륙으로 철수할 때까지 이 지역은 로마의 지배를 받았다.
이후 민족 대이동의 시기에는 로마인의 용병으로 고용되었던 작센인, 앵글인(Angeln), 위트인(덴마크어: Jyde) 등이 대량으로 북해를 건너 그레이트브리튼 섬으로 이주하기 시작했으며 원주민이었던 켈트인들을 스코틀랜드와 웨일스로 몰아내었다.
7세기 경에는 현재의 네덜란드에 거주하던 프리지아인들이 북프리지아 제도에 터를 잡았으며 이들은 11세기에 위트인들의 거주지인 윌란반도 남쪽으로까지 이주했다.

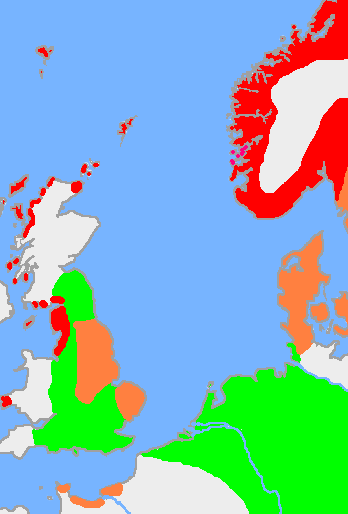
900년 경 북해 연안의 언어 분포도를 나타낸 그림. 붉은 색은 노르웨이어, 오렌지 색은 덴마크어 녹색은 독일계 언어를 나타냄

현재의 덴마크와 노르웨이에 본거지를 두었던 바이킹인들은 793년 린디스파른(Lindisfarne)을 습격한 것을 시작으로 수백년간 북해를 따라 수로와 해로를 통해 유럽 각지를 약탈했다. 851년부터는 현재의 영국에 정착하기 시작했으며 이 흐름은 1050년쯤까지 계속되었다.
웨섹스의 앨프레드 대왕은 작센인으로서는 최초로 바이킹에 대항하기 위해 함대를 편성했으며 덴마크인들을 자신의 영내에서 축출하는 데 성공하였다. 앵글인들과 작센인들은 시간이 흐르면서 대륙의 동족들에게서 완전히 분리된 데 반해 바이킹인은 스칸디나비아와의 관계를 지속시켰고, 따라서 그레이트브리튼 섬의 상당수 지역들은 스칸디나비아 지배자들의 해외 영지로서 통치를 받았다.
하르데크누트(Hardeknud)의 죽음 이후 덴마크는 내부 분쟁으로 인해 영국에 가지고 있던 영지들을 잃었고 북해의 정치적 중요성도 떨어졌다. 윌리엄 1세가 잉글랜드를 정복한 이후로는 그레이트 브리튼 섬에서 북해를 건너 대륙의 큰 강들을 거슬러 올라가 동방으로 가는 길의 중요성이 높아졌다.

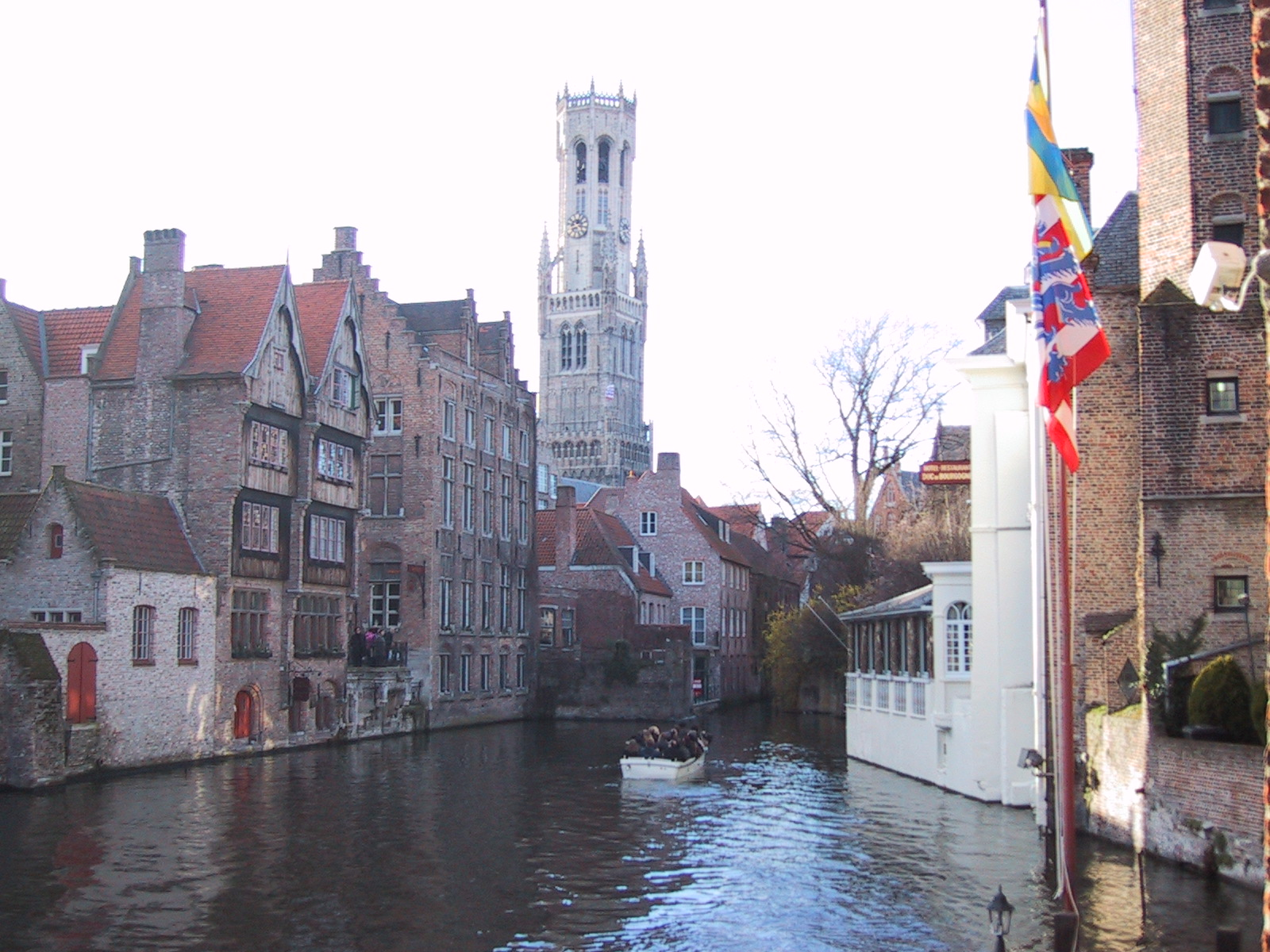
브뤼게의 운하

스칸디나비아반도와 기타 지역의 통상은 당시에는 북해보다는 발트해를 통해 이루어졌고 한자 도시들이 번영하게 되었다. 한자 도시들은 발트해를 선호했지만 런던이나 브뤼게에도 상업 거점을 두고 있었으므로 이를 위해 북해를 가로질렀다. 브뤼게는 1134년의 해일로 인해 오히려 번영하기 시작했는데, 이유는 해일로 인해 16세기까지 존재한 츠빈(Zwin)이 만들어져 대형 상선들의 기항이 용이해진 덕분이다. 이런 예는 북해에서는 드물지 않다. 브뤼게와 런던 사이에서는 영국의 양모와 플랑드르의 직물이 주가 된 교역이 발전하기 시작했다. 13세기부터 독일의 한자 상인들이 정기적으로 브뤼게와 런던을 방문하기 시작하면서 이들 통상로는 정착되었고 러시아의 노브고로드에서 출발하는 한 통상로의 종점이 되었으며, 다른 한편으로는 네덜란드, 프랑스, 스페인, 이탈리아 등과의 교역도 증가했다.

### 네덜란드와 영국의 시대
1441년, 그 때까지 무역에서 우위를 점하고 있던 한자 도시들은 네덜란드인들을 동격으로 인정하게 되었는데, 이는 한자 도시의 외부 거점인 브뤼게에 대해 플랑드르계의 안트베르펜이 강력한 경쟁자로 출현했고 더구나 네덜란드인들이 덴마크와 동맹을 맺은 데에서 연유했다. 네덜란드인들은 1534년부터 1536년까지 벌어진 덴마크의 내전(Grevens Fejde, 백작들의 다툼)에 개입해 승리한 이후 발트해 연안과 같이 한자 도시들이 주도하던 무역 지대로도 손을 뻗치기 시작했다.
네덜란드는 16세기에 세계적인 무역 강국으로 발전했고 북해는 해외로 뻗어나가기 위한 출발점이 되었다. 이들은 스발바르 제도 가까이에선 고래를 사냥하고, 인도와는 향료 무역으로 수익을 올렸으며 브라질, 북아메리카, 카리브해의 섬들과 남아프리카에 식민지를 건설했다. 무역으로 얻은 부는 17세기의 네덜란드에 황금기를 가져다 주었다.

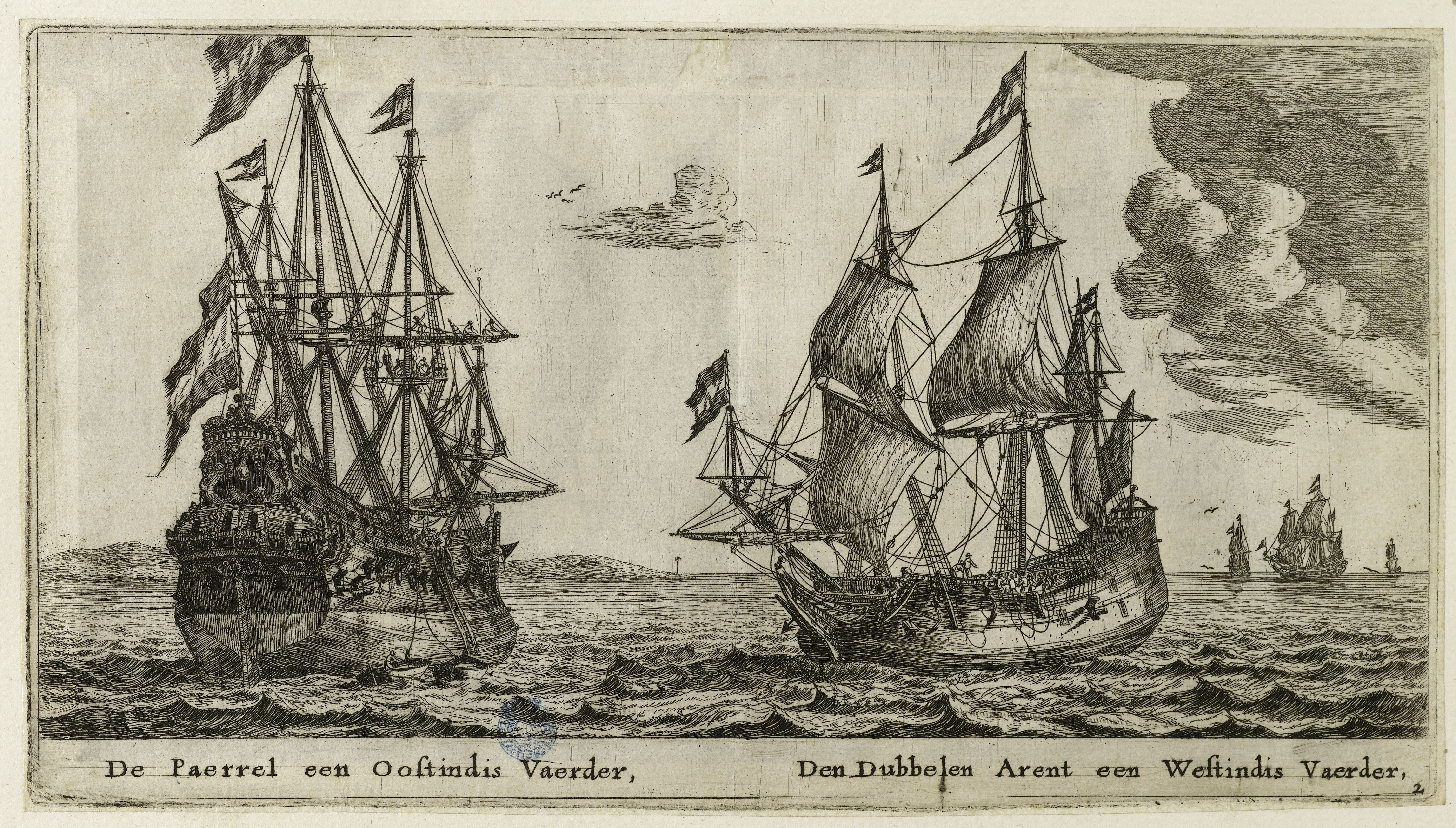
인도로 항해하는 네덜란드 배들(1650년 경)

1651년 영국에서 제정된 항해법(Navigation Acts)은 네덜란드의 무역에 지장을 주었기 때문에 제1차 영국-네덜란드 전쟁이 발발했다. 여기서 패배한 네덜란드는 1654년의 웨스트민스터 조약에 의해 영국 항해법을 승인해야만 했다.
다음해에 영국이 네덜란드에 먼저 선전포고해 일어난 제2차 영국-네덜란드 전쟁에서는 프랑스군의 도움을 받은 네덜란드가 우세를 점했고, 미히얼 데 로이터(Michiel de Ruyter) 제독이 지휘하는 네덜란드 함대가 영국 함대를 템스 강에서 완파한 후 1667년 브레다 평화 조약이 체결되었다. 이에 의하면 영국은 신(新) 암스테르담(Nieuw Amsterdam) 주변부를 반환하지 않는 대신 수리남을 네덜란드에 양도해야 했고, 항해법도 네덜란드의 뜻에 맞도록 수정되어야 했다.
1672년은 네덜란드에서는 재앙의 해(rampjaar)라고 부른다. 이 해에는 영국과 프랑스, 뮌스터 주교구, 쾰른 선제후국 등이 연합해 네덜란드를 침공해 제3차 영국-네덜란드 전쟁, 프랑스-네덜란드 전쟁이 벌어졌고, 네덜란드 해군이 영국군을 상대로 선전하는 동안 프랑스와 뮌스터, 쾰른의 연합군은 네덜란드를 육지에서 유린했다. 영국과는 비겼으나 루이 14세 치하의 프랑스에는 패배했기 때문에 네덜란드의 세력은 쇠퇴하게 되었다.
1588년 스페인의 무적함대를 상대로 거둔 승리 이후부터 해양 세력으로 성장을 거듭한 영국은 북해의 제해권을 두고 네덜란드와 수 차례에 걸쳐 충돌하다가 17세기 말부터는 해상에서 네덜란드를 능가하게 되었고 이후 전 세계에 걸친 대영제국을 형성하기에 이르렀다. 독일 제국의 건국 이전까진 혁명 후의 프랑스를 제외하고는 북해에서의 영국의 주도적 지위를 넘볼 수 있는 세력은 존재하지 않게 되었으며 프랑스의 위협 역시 트라팔가르 해전에서 승리한 이후로는 사라졌다.

### 제1차 세계 대전
당시의 해군 최강국이던 영국의 해군력은 그 다음가는 해군력을 갖춘 독일보다 훨씬 우세했다. 전쟁 초반, 영국 함대에게는 영국 해협과 북해의 안전을 확보하고 독일을 해상 봉쇄하는 임무가 부여된 반면 독일 해군은 강한 해안 방어 시설을 갖춘 헬골란트 섬에 의지해 독일 만을 지키는 데에만 집중할 수밖에 없었다. 1914년 8월 28일 헬골란트 섬 앞에서 첫 번째 해전이 벌어졌으며 이는 영국 해군의 대승으로 끝났다. 해상 전투에서는 승산이 없다고 판단한 독일은 잠수함 위주의 공격으로 전환했고 몇 차례의 실패 이후 1914년 9월 22일, 3척의 영국 장갑순양함을 네덜란드의 훅 판 홀란트(Hoek van Holland)에서 50km가량 북쪽에 있는 지점에서 격침시키는 데에 성공했다.

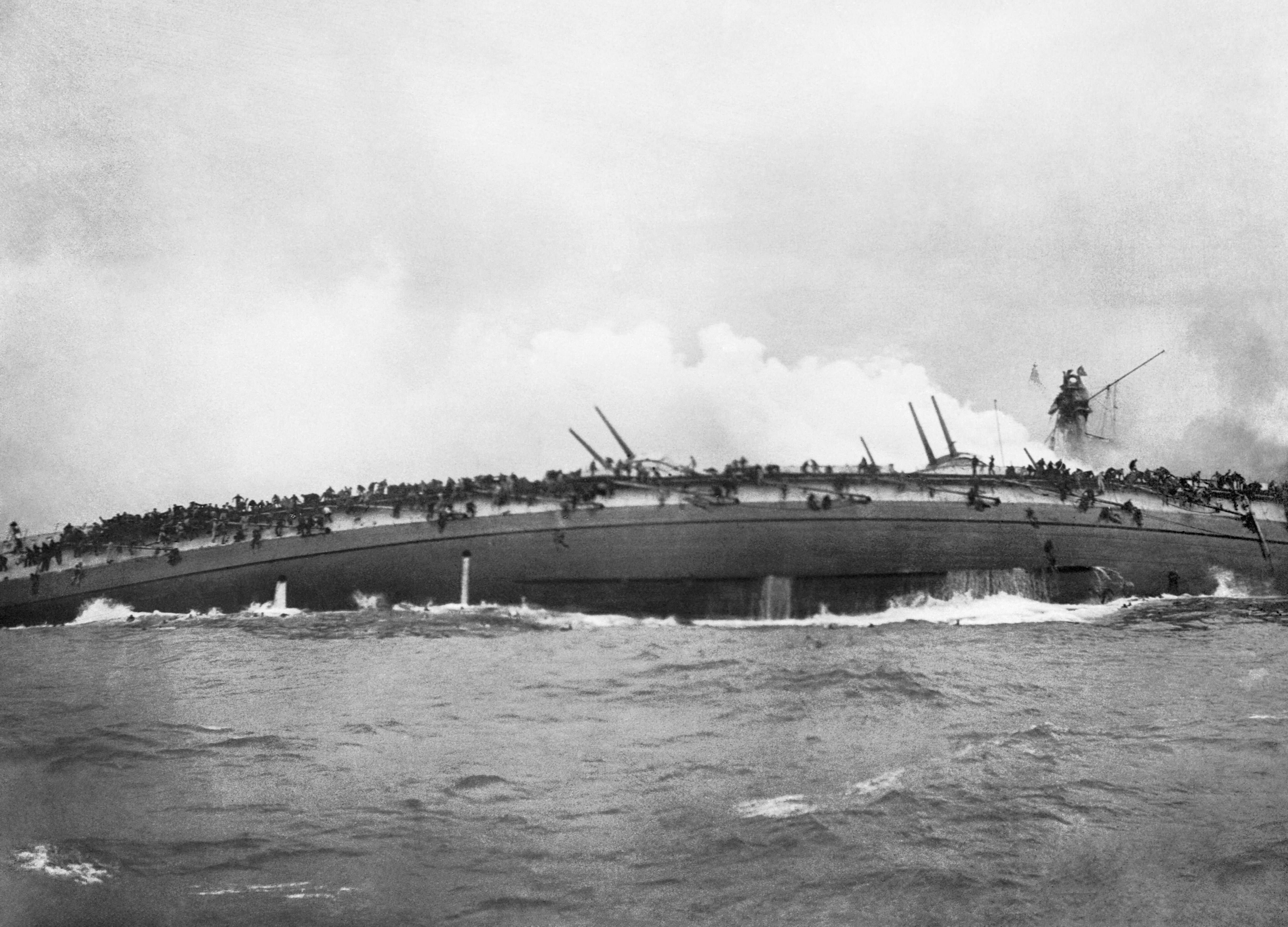
독일의 순양함 블뤼허가 1915년의 도거뱅크 해전에서 침몰하는 모습

1914년 11월, 영국 해군성은 북해 전체를 전쟁 지역으로 선언하고 여러 곳에 수뢰를 깔았다. 또한 북해 위를 운항하는 중립국 선박들은 영국군에 의해 사전 경고 없이 공격받을 수 있게 되었다.
1915년 1월 24일 도거뱅크에서 벌어진 전투에서 독일 함대는 또다시 패배했고 이후에도 해상 봉쇄를 뚫으려는 시도는 번번이 실패로 끝났다. 2월이 되자 독일은 이 상황을 타개하기 위해 모든 해역에서의 무제한 잠수함 전쟁(uneingeschränkter U-Boot-Krieg)을 선언하고 역시 중립국 선박들을 존중하지 않게 되었다.
1916년 5월 31일과 6월 1일에는 스카게라크 해협에서 근대사에서는 최대 규모의 해상 전투인 유틀란트 해전이 벌어졌다. 이 전투는 전략적 무승부로 종결되었고 독일은 잠수함에 더욱 의존하게 되었다.
전쟁이 연합국의 승리로 끝나갈 무렵인 1918년 10월 28일, 독일 해군 참모부는 정부의 반대를 무릅쓰고 영국 해군에 대한 최후의 총공격을 감행하려 하였으나 수병들의 항명과 궐기로 인해 무산되었고, 이 사태는 빠른 속도로 파급되어 11월 혁명으로 귀결되었다.

### 제2차 세계 대전

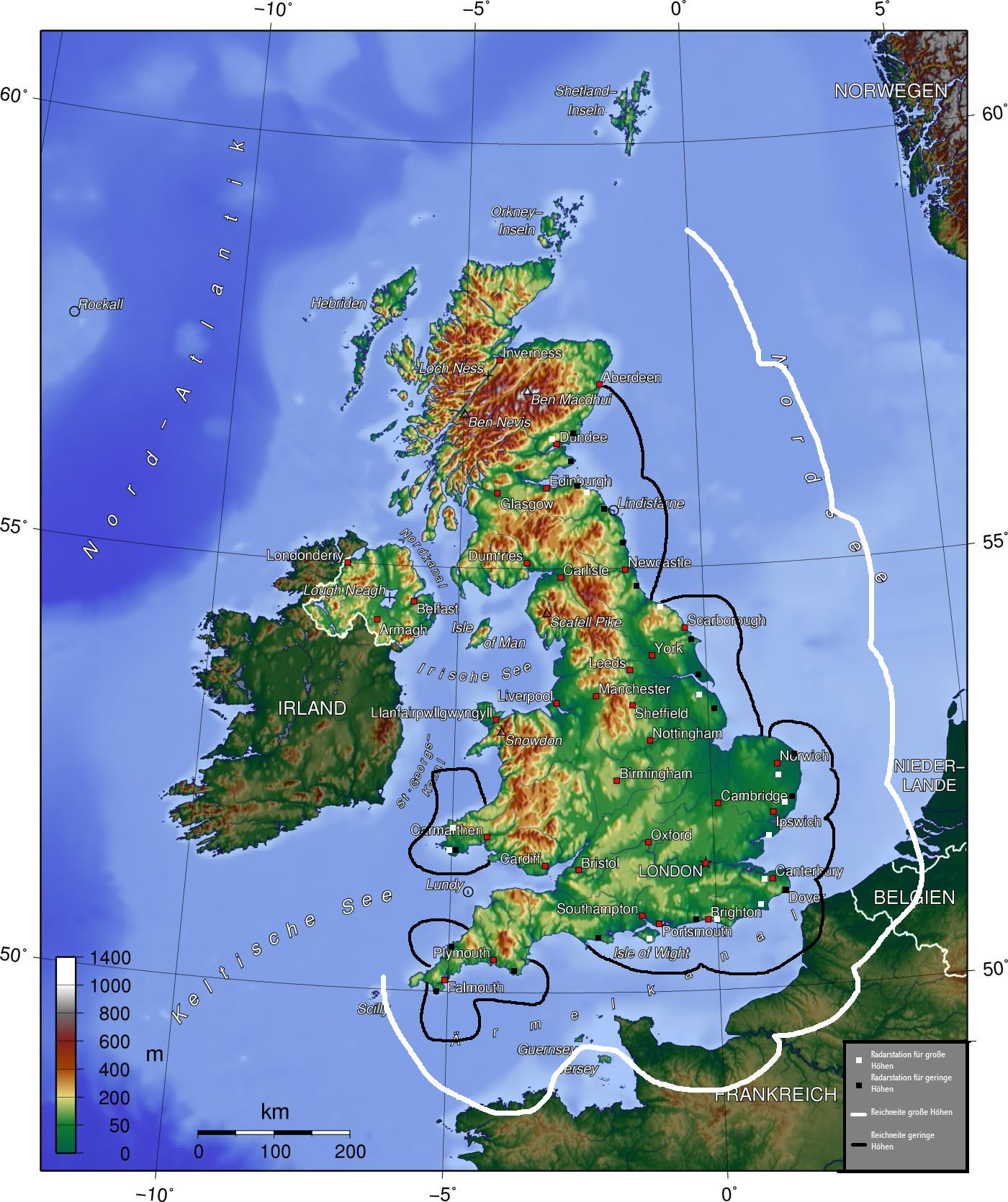
2차 대전 때 영국의 레이다의 최대 사정권

함대보다는 항공 편대의 중요성이 높아진 2차 대전 때, 독일은 처음부터 잠수함을 통한 습격에 해전의 비중을 두었다. 잠수함의 주요 활동 영역은 무엇보다도 영국으로 향하는 수송선들이 반드시 거쳐야 하는 대서양이었고, 북해는 주요 무대에서 대부분의 기간 동안 제외되었다.
전쟁 초반에는 잠수함, 소해정, 쾌속정들을 동원한 해안전이 벌어졌으며, 덴마크, 노르웨이와 베네룩스 국가들을 점령한 이후 독일은 북해에서도 일시적으로 어느 정도 제해권을 유지했으나 미국과 영국의 공군력이 압도적으로 우세해지면서 북해의 제해권 역시 연합국 측으로 넘어갔다.
1939년 10월 14일 귄터 프린(Günther Prien) 대위가 지휘하는 U-47 잠수함은 스카파 플로우(Scapa Flow)에 침입해 1400명이 승선해 있던 영국의 전함 로열 오크(HMS Royal Oak)를 격침시켰다.
1940년 4월 9일 베저위붕 작전에는 독일 함대의 대부분이 투입되었고, 이들은 노르웨이의 항구들을 점령하고 영국군이 노르웨이 북부에 상륙해 스칸디나비아 전선을 형성하는 것을 막는 것 외에도 철광석 공급을 확보하는 역할을 맡았다. 작전은 완전히 성공했고 노르웨이 전역은 독알군에 의해 점령되었다. 이후 셰틀랜드 제도로 배를 타고 도망하는 노르웨이인들이 매년 수백 명에 달했는데 처음에는 어선들이 사용되었으나 영국군이 셰틀랜드 제도를 방어 기지 겸 노르웨이 공작을 위한 전초 기지로 삼으면서 이 루트의 사용률이 매우 높아져 1941년부터는 거의 정기적으로 이용되었다.
제독 슈페 백작(Admiral Graf Spee, 1939), 블뤼허(Blücher, 1940), 비스마르크(Bismarck, 1941) 등의 전함들이 침몰한 후로부터 티르피츠(Tirpitz) 등의 독일 대형 전함들은 노르웨이의 피오르에 묶여 있는 경우가 허다해졌다.
전쟁 말기부터 1940년대 후반까지 북해에는 다양한 군수품들이 버려졌는데 화생방 물질들은 특히 스카게라크 해협에, 재래식 탄약들은 독일 만에 대부분 침수되었다.

## 참고 문헌
- Norbert Fischer & Susan Müller-Wusterwitz & Brigitta Schmidt-Lauber (Hg.): Inszenierungen der Küste. Berlin 2007. ISBN 978-3-496-02800-0
- Horst Güntheroth: Die Nordsee - Portrait eines bedrohten Meeres, ISBN 3-570-07168-5